# Evolúció (biológia)
Az evolúció az a folyamat, amelyben a biológiai populációk örökölhető tulajdonságai megváltoznak az egymást követő generációk során. Az evolúció folyamatának működése következtében az élővilág összetétele folyamatosan változik, a fajok folyamatosan átalakulnak, új fajok keletkeznek és halnak ki. A változások egy része esetleges. Például fajok tömegei tűnhetnek el természeti katasztrófák (meteoritbecsapódás, eljegesedés, felmelegedés, kiszáradás, emberi cselekedetek) hatására. Az evolúciós változások más része adaptív: fajok tömege képződhet „a létért való küzdelem során” például egy-egy terület, élőhely újbóli benépesítésekor.
Az evolúciógenetika az evolúció alaplépéseit egy-egy populáció genetikai összetételének – az allélek gyakoriságának – változásával definiálja. A tulajdonságok, jellegek géneken keresztül fejeződnek ki, melyek a reprodukció során másolással adódnak tovább a következő nemzedékbe. Az ivarsejtek képződésekor az örökítő anyag, azaz a DNS replikációja során apró, részben véletlenszerű változások, mutációk történhetnek. Ezek a genetikai változások új morfológiai, fiziológiai vagy viselkedési változatok megjelenését eredményezik, melyek hordozóik sikeres szaporodása révén átkerülnek a következő nemzedékekbe is. A mutációs változás fennmaradása azonban nem garantált egy populációban, hiszen egyetlen egyedben keletkezik, nem biztos, hogy öröklődik, ha öröklődik is, nem feltétlenül lesznek utódai. Ezért a fajképződés sokkal inkább a mindig jelen lévő változatosságra támaszkodik. Minden populáció egyedei eltérőek, egyéniek, ezen egyéni tulajdonságok előnyös vagy előnytelen volta biztosítja a fennmaradást. Evolúciós változást eredményez a populációk véges létszámának köszönhető irányítatlan, genetikai sodródás is. Ilyenkor az egymással egyenértékű molekuláris változatok aránya véletlenszerűen változik ide-oda – azaz sodródik – generációról generációra.
A túlélési és(/vagy) szaporodási esélyt növelő mutánsok gyakorisága viszont tendenciózusan növekszik nemzedékről-nemzedékre. Azon változatok, melyek csökkentik a túlélési vagy szaporodási esélyeket, ritkábbá válnak a populációban. Ez a természetes szelekciónak nevezett folyamat azt eredményezi, hogy az adott környezetnek legjobban megfelelő öröklődő változat terjed el egy-egy populációban, azaz a szelekció a környezethez való alkalmazkodáshoz, adaptációhoz vezet. A változatok közti verseny új ökológiai fülkék, más szóval niche-ek elfoglalásához is vezethet, s végső soron új fajok kialakulását eredményezheti.
Az evolúció természetes kiválasztódáson alapuló elméletét először Charles Darwin és Alfred Russel Wallace vetette fel, a fajok eredetének, azaz a divergencia mechanizmusának részletes leírására először Darwin A fajok eredete (1859) című könyvének harmadik és negyedik fejezetében került sor. Darwin és Wallace munkássága alapján a természetes szelekció általi evolúció a tudományos közösségben és a laikus közönség széles körében egyaránt általánosan elfogadott ténnyé vált.
Az 1930-as években a darwini szelekciót és a mendeli öröklődés elméletét a modern evolúciós szintézis foglalta közös keretbe, kapcsolatot teremtve ezzel az evolúció egységei (gének) és az evolúció mechanizmusa (természetes kiválasztódás) között. Ez az erőteljes magyarázó és bejósló erejű elmélet a modern biológia rendezőelvévé, s a földi élet sokszínűségének és történetének tudományos magyarázatává vált.

## Öröklődés

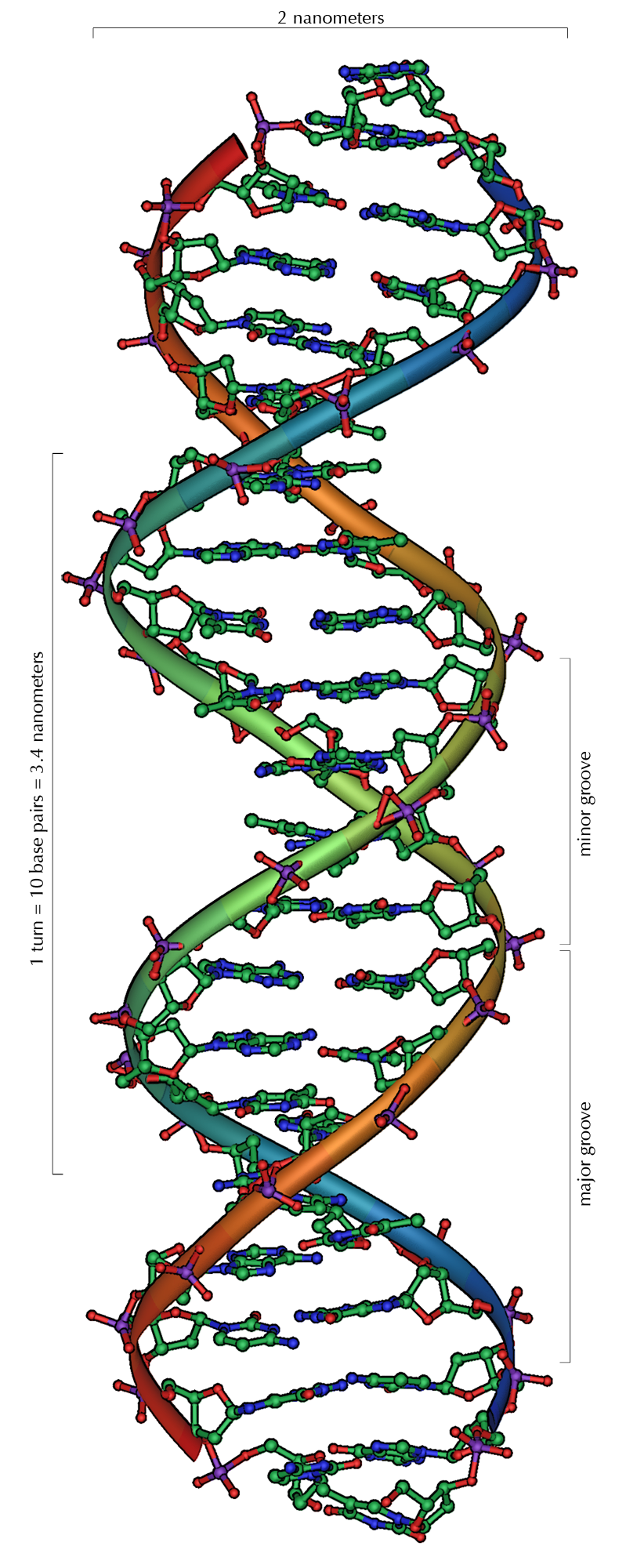
A DNS kettős spiráljának sematikus ábrája

Az öröklődő jellegek továbbadásáért a gének felelősek. Egy élőlény teljes génkészletét genomnak nevezzük. Azon molekuláris, morfológiai, fiziológiai, viselkedési egyedi jellegzetességeket, melyek alapján az egyedek osztályozhatóak fenotípusnak nevezzük. A fenotípusos jellemzőket a genotípus és a környezet interakciója formálja, ennek eredményeképpen nem minden egyedek közti különbség öröklött vagy továbbörökíthető. Egy ember napbarnított bőre az adott személy genotípusának és a napsütésnek az együttes eredménye – a napbarnítottság tehát nem öröklődő. Genotípusbeli különbségekből adódóan az emberek különféleképpen reagálnak a napfényre (például az albínó genotípusos jellemzőkkel rendelkezők nem képesek lebarnulni, így fokozottan ki vannak téve a leégésnek).
A gének a DNS-molekula azon részei, melyek genetikai információkat hordoznak. A DNS egy hosszú polimer, melyet két cukor-foszfát lánc és az ezeket összekapcsoló négyfajta szerves bázis: adenin, timin, citozin, guanin alkot. A különböző gének különböző bázissorrenddel rendelkeznek. A sejtekben a DNS fonalak kromoszómának nevezett makromolekulákba rendeződnek. A kromoszóma egy specifikus pontja a lokusz. A DNS adott lokusza egyedenként eltérhet, ezen változatokat alléloknak nevezzük. A DNS szakaszaiban mutáció következtében új allélok jelenhetnek meg. Ha a mutáció egy génen belül történik, az új allél megváltoztathatja azt az öröklődő jellegzetességet, melyért ez a gén felelős, megváltoztatva ezzel az élőlény fenotípusát. A jellemzők öröklődésének magyarázatában az esetek egy részében az egyszerű allél-jellemző megfeleltetés beválik, a legtöbb esetben azonban a jellegek kölcsönösen egymásra ható gének befolyása alatt állnak.

## Változatosság
A modern evolúciós szintézis az evolúciót a genetikai változatosság időbeni változásaként definiálja.
Egy adott allél relatív gyakorisága (az allél darabszáma osztva a vizsgált lokusz összes alléljainak darabszámával a populációban)ingadozik, gyakoribbá vagy ritkábbá válik. A véges egyedszámból adódó genetikai sodródás, az egymással funkcionálisan ekvivalens, azonos rátermettségű, idegen szóval "neutrális" változatok körében ugyan irányítatlan allélgyakoriság változásokhoz vezet, azonban kellően hosszú idő után a genetikai sodródás végeredménye a variáció megszűnése, egyetlen mutáns allél fennmaradása, idegen szóval, "fixálódása". A fixálódás átlagos ideje a populációméret függvénye. Minél nagyobb a populáció, annál hosszabb egy-egy allél élettartama benne. Ha egy allél az adott lokusz minden más allél változatával szemben előnyös, függetlenül a gyakoriságától, a populációméretétől függetlenül, akár rövid idő alatt is kiszoríthatja rivális változatait.
A populációk közti génáramlás általában csökkenti a köztük lévő genetikai különbségeket, a genetikai sodródás kis mértékben, de biztosan növeli, a természetes szelekció pedig nagymértékben növelheti. A genetikai állományt átrendező ivaros szaporodás az allélkombinációk gyakoriságára hat, az allélgyakoriságok változtatása nélkül (Hardy-Weinberg törvény). Változatosság keletkezhet továbbá fajok közti géncsere során (ilyen például a horizontális géntranszfer baktériumok esetében, vagy növények és ritkán állatok hibridizációja).
A variációk állandó megjelenése ellenére az adott faj minden egyedének genomja nagyjából megegyezik.
Azonban a genotípus viszonylag kis változásai is vezethetnek a fenotípus nagymértékű megváltozásához - az ember és a csimpánz genomja kb. 5%-ban mutat eltérést. Egyes tanulmányok még ennél is közelebbre helyezik egymáshoz, és 2% alatti értéket adnak meg.

### Mutáció

Különböző mutációtípusok

A mutáció az egyed genomjában bekövetkező véletlenszerű változás, melynek hátterében többek közt a radioaktív sugárzás, vírusok, transzpozonok, mutagén vegyszerek hatása, továbbá a meiózis vagy DNS-replikáció során fellépő hibázás lehetősége áll. Ezen mutagén hatások különböző típusú változásokat idéznek elő a DNS-szekvenciában. Ezek egy részének nincsen érzékelhető befolyása a szervezetre, mások megváltoztatják a génterméket, és léteznek olyan változások is, melyek meggátolják az adott gén működését. Az ecetmuslica tanulmányozásából nyert adatok arra engednek következtetni, hogy egy gén által megtermelt proteint megváltoztató mutációk kb. 70%-a ártalmas, a maradék pedig vagy semleges, vagy kis mértékű hasznos hatást fejt ki.
A mutációk káros hatásainak kiküszöbölésére DNS-javító mechanizmusok alakultak ki.
Ezáltal egy faj optimális mutációs rátája kompromisszum a rövid távú költségek (mint például a rák kockázata) és a hasznos mutációk nyújtotta hosszú távú előnyök között.
A hasznos és a káros mutációk szemléletes példája a sarlósejtes vérszegénység és a malária kölcsönhatása.
| A sarlósejtes vérszegénységért felelős pontmutáció a 11. kromoszóma rövid karján. | A sarlósejtes vérszegénység öröklődése. |

| A malária fertőzésének kockázata 1994-ben, 1966-ban és 1946-ban. | A sarlósejtes vérszegénységet okozó gén elterjedése. |

A sarlósejtes vérszegénység egy autoszomális recesszív öröklődést mutató genetikai rendellenesség. Hátterében a humán 11-es kromoszóma rövid karjában történő pontmutáció áll, melynek következtében a vörösvértestekben az oxigén szállításáért felelős hemoglobin molekula károsodik. Az ilyen vörösvértestek membránja is rendellenes, a vértestek sarló alakúak, sérülékenyek. Az erekben könnyen összetapadnak, ezért a vérellátási zavaron kívül a betegség okozhat infarktust és szélütést is. A tünetek már kora gyermekkortól jelentkezhetnek, a serdülőkort elérve a lép gyakran már olyan mértékben károsodik, hogy működésképtelenné is válhat. Az e betegségben szenvedők fogékonyabbak a tüdőgyulladásra és más megbetegedésekre is, melyek gátolhatják a vörösvértestképzést, súlyosbítva ezáltal a vérszegénységet.
A homozigóta betegek tradicionális társadalmakban ritkán élik túl a serdülőkort,
a heterozigóták azonban enyhébb tünetekkel rendelkeznek.
A természetes szelekció az ehhez hasonló káros mutációkat hamar kiszűri, azonban vannak esetek, amikor az ilyen változatok relatív előnyöket biztosítanak.
A sarlósejtes vérszegénység nagy fokú védelmet biztosít a maláriával szemben. A malária kórokozója, a Plasmodium parazita életciklusának merozoita szakaszában vörösvértestek belsejében él. A vértest általában életben marad a kórokozó szaporodási ciklusának végéig, ám a sarlósejtes hemoglobint tartalmazó sejtek hamarabb elpusztulnak – előbb, mint hogy a kórokozó utódai elhagynák azt. A sarlósejtes vérszegénységet okozó génre heterozigóta személyek ugyancsak nagy fokú védelmet élveznek a maláriával szemben. Azokon a területeken, ahol a malária járványos méreteket ölt, a sarlósejtes vérszegénységet okozó gén gyakorisága a 10%-ot is meghaladhatja. Genetikai vizsgálatok kimutatták, hogy a mutáció valószínűleg több esetben, egymástól függetlenül terjedt el a malária sújtotta területeken, három esetben Afrikában, egy esetben Indiában vagy az Arab-félszigeten kb. 70 ezer és 150 ezer évvel ezelőtt.
A heterozigóták evolúciós előnye miatt a sarlósejtes vérszegénység ma is előfordul, főként olyan személyek esetében, akiknek felmenői malária sújtotta területekről származnak, így Afrikában, a Mediterrániumban, Indiában és a Közel-Keleten.
A betegség az USA-ban élő afroamerikaiak között is előfordul,
de csökkenő tendenciát mutat, mivel a malária szelekciós nyomása nélkül a sarlósejtes vérszegénység egyértelműen káros jelleg. A maláriával szemben nem csupán a sarlósejtes vérszegénység jelent védelmet, védettséget nyújt például a thalassemia és glükóz-6-foszfát dehidrogenáz defektus is, mindkét betegség genetikai mutáció következménye.

### Horizontális géntranszfer
A genetikai információ átadásának legismertebb módja a vertikális géntranszfer, mikor az utódszervezet a genetikai információt szülőjétől örökli. Ezzel ellentétben a horizontális géntranszfer esetében a genetikai információ átadása nem szülő- és utódszervezetek között zajlik. A jelenséget először 1959-ben írták le baktériumok közötti antibiotikumrezisztencia-kísérletek során végzett megfigyelésekre alapozva.
A jelenséget azóta más élőlények, például növények esetében is megfigyelték.
A mesterséges horizontális géntranszfer a génsebészet fontos eszköze.

### Genetikai rekombináció
Nem ivarosan szaporodó organizmusok esetében a gének kapcsoltan, együtt örökítődnek tovább, mivel ezen gének nem keverednek más organizmusok génjeivel a reprodukció során. Ivaros szaporodás esetén azonban az utódok szüleik kromoszómáinak véletlenszerű keverékét öröklik, melyek független kombinálódás során jönnek létre. A genetikai rekombináció ezen folyamata során az ivarosan szaporodó élőlények a megfelelő kromoszómák között DNS-szakaszokat is cserélhetnek.
Ez a genetikai információt keverő folyamat a gének független öröklődését is megengedi. Azonban az ember esetében millió bázispáronként csupán kb. egy rekombináció történik, a kromoszómán egymáshoz közel lévő gének ritkán rekombinálódnak, általában együtt öröklődnek tovább.
Kapcsoltsági egyensúlynak nevezzük azt az állapotot, amikor a vizsgált lokuszok alléljai tekintetében a lokuszok allélkombinációinak gyakorisága állandó. Ilyenkor az egyik lokuszon lévő allél ismerete nem szolgáltat információt arról, hogy a másik lokuszon milyen allél van a vizsgált kromoszómán vagy ivarsejtben, azaz kapcsoltsági egyensúlyban az allélok megoszlása a két lokuszon független egymástól. Ennek megfelelően az ivarsejt típusok relatív gyakorisága az allélgyakoriságok szorzataként számolható. Allélok olyan csoportját, melyek általában egy csoportban, kapcsoltan öröklődnek tovább, haplotípusnak nevezzük.
Ha a vizsgált lokuszok alléljai neutrális változatokat kódolnak, akkor a kapcsoltsági egyensúly kialakulásának időtartama csak a lokuszok távolságának a függvénye. Függetlenül öröklődő lokuszok esetén kb. 10 generáció alatt kapcsoltsági egyensúlyba kerül egy amúgy ideális populáció. Ha két különböző lokuszon lévő allél huzamos ideig nagyobb gyakorisággal fordul elő, mint azt kapcsoltsági egyensúlyban várnánk, arra következtethetünk, hogy az allélkombinációra pozitív szelekciós nyomás hat.
A genom szekvenciák vizsgálata lehetővé teszi, hogy az olyan DNS szakaszok hossza alapján, melyek a kapcsoltsági egyensúlytól távol lévő kombinációban tartalmaznak SNP-ket (single nukleotid polimorfizmus) a kromoszóma szakaszhoz kapcsolódó szelekcióra következtethessünk.
Ivarosan szaporodó élőlények esetében a rekombináció segít a káros mutációk eltávolításában, és segíti a hasznos mutációk megtartását.
Ennek következtében ha az allélokat nem különítheti el rekombináció – mint az emlős Y-kromoszóma esetében, ahol az Y-kromoszómát csak hím szülő örökítheti csak hím utódba – káros mutációk halmozódhatnak fel.

## Mechanizmusok
Az evolúciós változások három alapvető mechanizmusa ismert: a természetes kiválasztódás, a genetikai sodródás és a génáramlás. A természetes szelekció azon géneknek kedvez, melyek a túlélés és a szaporodás esélyét növelik. A genetikai sodródás az allélgyakoriság véletlenszerű változása, mely a szaporodás során bekövetkező véletlenszerű mintavétel következménye. A génáramlás a gének vándorlása a populáción belül és egyes populációk között. A természetes szelekció és a genetikai sodródás jelentősége egy adott populációban függ a szelekciós nyomás erősségétől, továbbá a populáció méretétől (a szaporodni képes egyedek számától).
A természetes kiválasztódás főként nagy méretű populációkban érvényesül, míg a genetikai sodródás kis létszámú populációk esetében mutat nagyobb hatást. A genetikai sodródás dominanciája a kis méretű populációkban tartósíthat enyhén káros mutációkat, ennek eredményeként a populáció méretének változása nagyban befolyásolhatja az evolúció folyamatát.
A populáció létszámának számának időleges leszűkülése (úgynevezett palacknyak-effektus vagy bottleneck-effect) a genetikai változatosság leszűküléséhez vezet, mely genetikailag egységésebb populációt eredményez.
A palacknyak-effektus következhet még a génáramlás megváltozásából, például a migráció csökkenéséből, alapítói hatásból, vagy a populáció egy részének elkülönüléséből.

### Természetes kiválasztódás

Példa a természetes kiválasztódásra egy sötét színezetű populációban

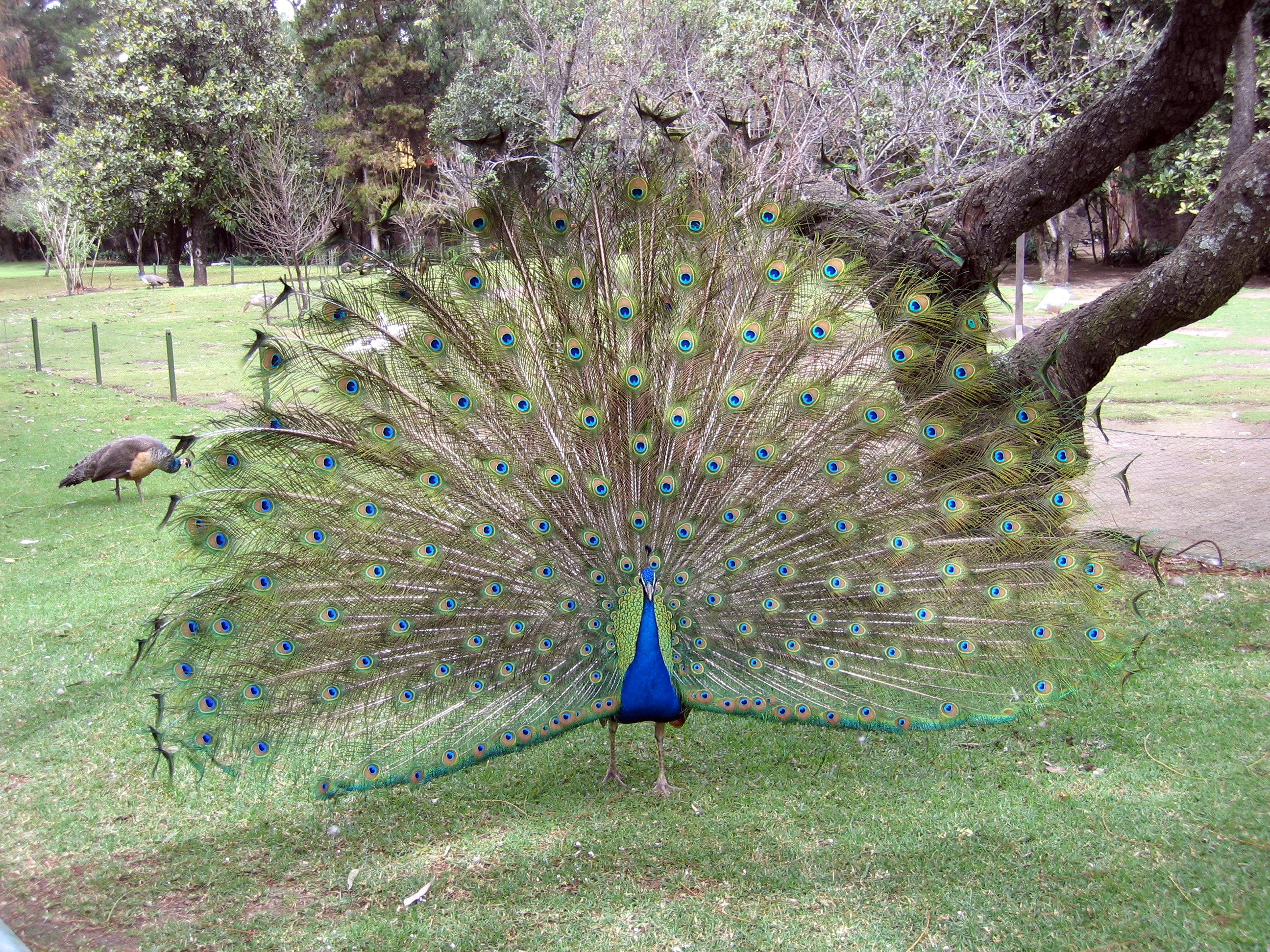
A páva hímjének farktollazatát a nemi szelekció alakította.

Természetes szelekciónak azt a folyamatot nevezzük, mely során a reprodukciót elősegítő génváltozatok elterjednek a populációban. A természetes kiválasztódás mechanizmusa három egyszerű tényből következik:
- Örökíthető változatosság létezik a populáció egyedei között.
- Az élőlények több utódot hoznak világra, mint amennyi túlélni képes.
- Ezen utódok között eltérések léteznek a túlélésre és szaporodásra való képességben.

Ezen viszonyok életbenmaradási és szaporodási versengéshez vezetnek az élőlények között. Ebből következik, hogy azon élőlények, melyek öröklődő jellegei előnyt biztosítanak vetélytársaikkal szemben, nagyobb sikerességgel szaporodnak, mint társaik, ezzel növelve a jelleg elterjedését a populációban más jellegek kárára.
A természetes szelekció központi tényezője az egyed evolúciós fitnesze, mely az élőlény következő nemzedékbeli genetikai képviseletének mutatója. Ez azonban nem az utódok teljes számából következik, hanem abból, hogy az egyed génjei hány elkövetkező generáció során maradnak fenn.
Így ha egy allél inkább növeli a fitneszt, mint az adott gén más alléljai, képessé válik azoknál nagyobb mértékben elterjedni a populációban. A fitneszt növelő tényezők azon jellegek, melyek növelik az egyed életképességét vagy szaporodóképességét. Ezen jellegekre pozitív szelekciós nyomás hat. Azon jellegek, melyek ezen képességeket csökkentik, csökkentik az élőlény fitneszét. A szelekciós nyomás ezen tényezőkre ellen érvényesül.
Fontos megjegyezni, hogy egy allél fitnesze nem állandó jellemző. A környezet változásával előzőleg semleges vagy káros jellegek hasznossá, hasznos jellegek károssá válhatnak.

Az irányító, szétválasztó és stabilizáló szelekció allélgyakoriságra gyakorolt hatása

Az öröklődő jellegek esetében a szelekciós hatások tehát befolyással vannak az azokhoz köthető allélok gyakoriságára. A szelekció több típusa figyelhető meg annak alapján, hogyan változtatja meg ezen allélok arányait.
- Irányító szelekció – Akkor következik be, ha egy allélnek nagyobb a fitnesze, mint vetélytársainak, ezáltal a gyakorisága megnő a génkészletben. Ez a folyamat a fixációig is tarthat. Az antibiotikum-rezisztencia jól illusztrálja az irányító szelekciót.
- Szétválasztó szelekció – A folyamat egy adott jellemző mentén a szélsőséges értékeknek kedvez. Például szétválasztó szelekció hat a bábból való kibúvás időzítésére az almalégy (Rhagoletis pomonella) galagonyára és almára specializálódott populációi között, mivel gazdanövényeik gyümölcsei eltérő időben érnek be.[42]
- Stabilizáló szelekció – Az átlagostól eltérő jellegekre negatív szelekciós hatás irányul, kiszelektálva azon allélokat, melyek csökkentik az egyed fitneszét (például káros mutációk). A folyamat az adott allél eltűnését is eredményezheti a populáció génkészletéből.

A természetes kiválasztódás speciális esete a nemi szelekció, mely olyan jellegekre fejt ki szelekciós nyomást, mely befolyásolja az élőlény attraktivitását a potenciális partner számára.
A szexuális szelekció hatására kialakult jellegek különösen feltűnőek néhány állatfaj hím példányainak esetében: agancsok, párzási hívóhangok, vagy élénk színek, melyek felkelthetik a ragadozók figyelmét, ezáltal csökkentik az egyes hímek egyéni túlélési esélyeit.
Ezt a túlélés esélyét csökkentő hátrányt ellensúlyozza az a magas reprodukciós siker, melyet ezen nehezen hamisítható jellegek birtokosai produkálnak.
Az evolúcióbiológia aktív kutatási területe a szelekciós egység kérdése. Különböző kutatók szerint ez lehet a gén, a sejt, az egyed, az egyed és a hozzá kötődő mikrobaközösségek együttese, egyedek csoportja, vagy akár maga a faj.
Ezen modellek nem zárják ki egymást, a szelekció egyszerre több szinten is hathat.
Az egyed szintje alatt transzpozonoknak nevezett DNS-szekvenciák igyekeznek a genomban másolataikat elterjeszteni.
Az egyén szintje feletti kiválasztódás egyik fajtája a csoportszelekció, mely például a kooperáció kialakulásáért lehet felelős.
A természetes kiválasztódás nem tévesztendő össze az ivari kiválasztódással, amikor olyan nemre specifikus jegyek tűnnek fel, amiknek közvetlen haszna nincs, szerepük csak a párválasztásra korlátozódik. Az ivari szelekció hozza létre az ivari dimorfizmust, a feltűnő színeket és formákat.

### Genetikai sodródás

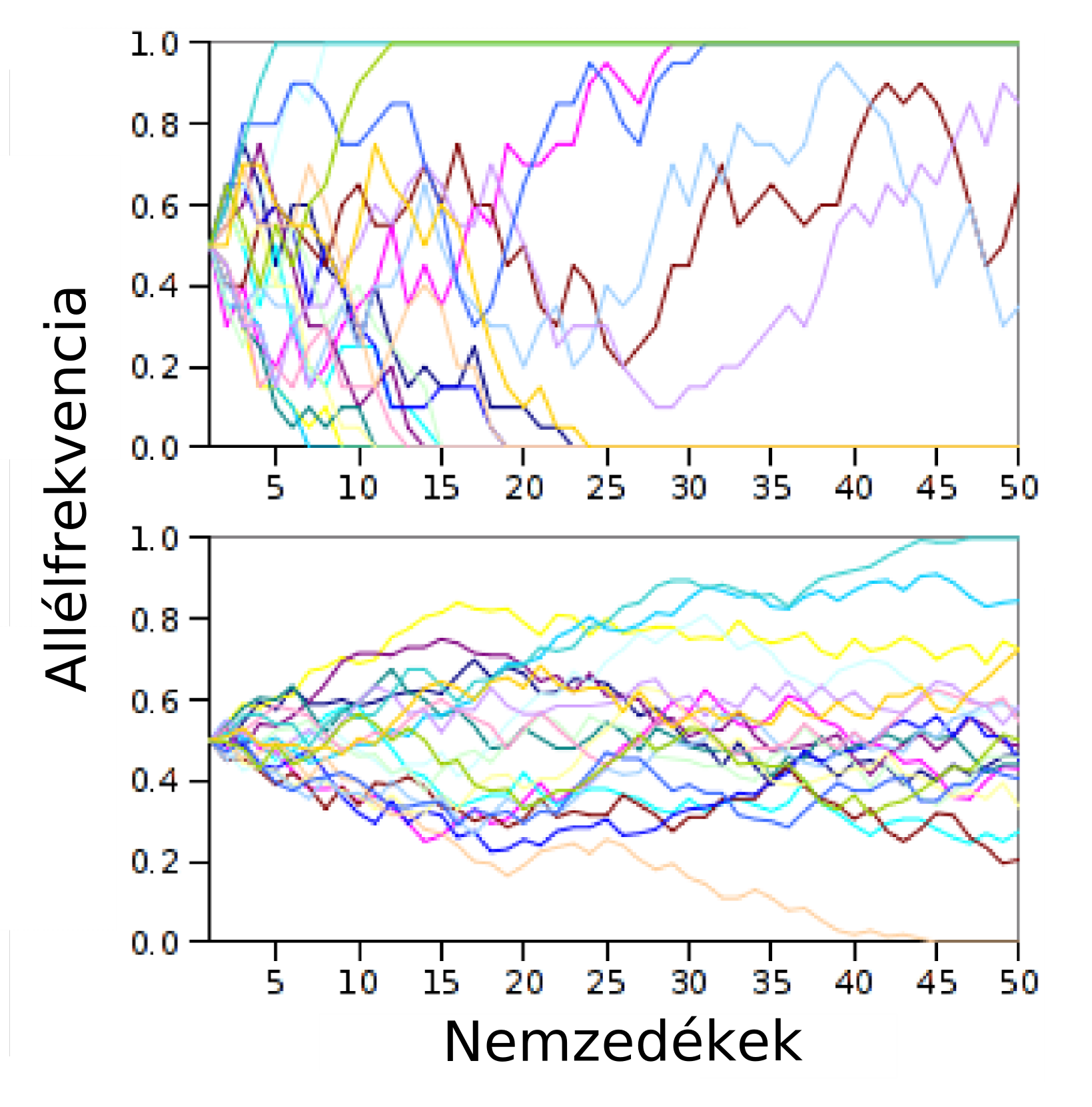
20 nem kapcsolt allél szimulált genetikai sodródása 10 (felső ábra) és 100 (alsó ábra) esetében. A sodródás sokkal nagyobb sebességű a kisebb méretű populációban.

A genetikai sodródás az allélgyakoriság megváltozása a nemzedékek során, melynek oka, hogy az utódok alléljai a szülő generáció alléljainak véletlenszerű mintájából jön létre, így ki van téve a mintavételezési hibáknak.
Ennek eredményeképp ha a szelekciós nyomás kis mértékű, vagy nem létezik, az allélgyakoriságok véletlen bolyongási minta alapján hajlamosak változni. Ez a sodródás megáll, ha egy bizonyos allél fixálódik azáltal, hogy eltűnik a populációból, vagy teljesen lecseréli a többi allélt. A genetikai sodródás ezáltal akár véletlen következtében is eltávolíthat bizonyos allélokat a populáció génkészletéből. Továbbá két elkülönült populáció, mely azonos génkészlettel indult, eltávolodhat egymástól ezen véletlenszerű allélgyakoriság-fluktuációk hatására, s képes két, különböző allélkészlettel rendelkező divergens populációvá fejlődni.
Az allél fixációjához szükséges időt nagyban befolyásolja a populáció mérete - kisebb méretű populációkban gyorsabban történik meg a fixáció
Bár a természetes szelekció felelős az adaptáció folyamatáért, a természetes szelekció és a genetikai sodródás egymással összehasonlított fontossága az evolúció általános folyamatainak vezérlésében a jelenleg folyó evolúcióbiológiai kutatások egyik fontos területe.

### Génáramlás

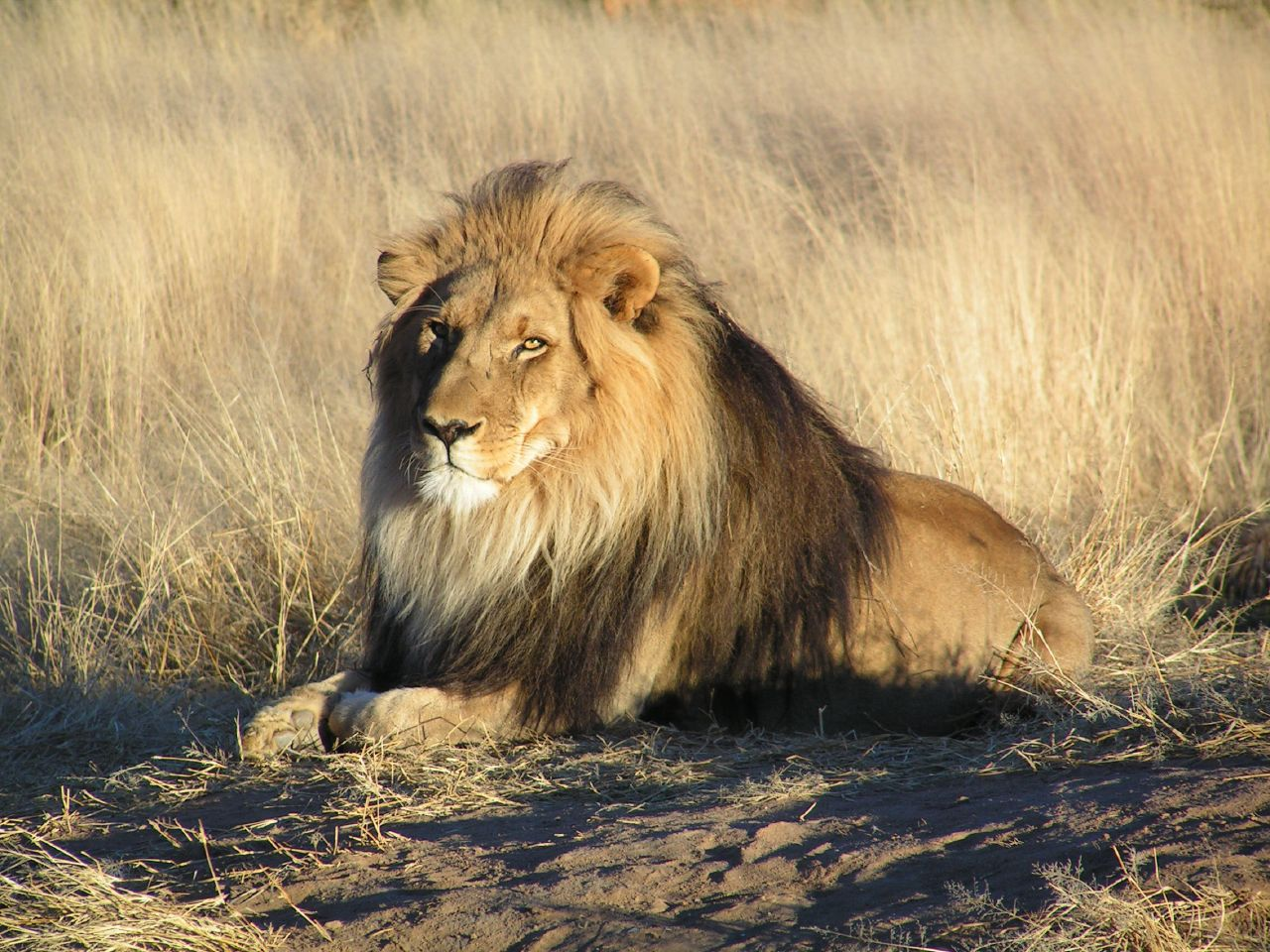
A hím oroszlánok elhagyják a falkát, amelyben születtek, hogy új falkához csatlakozzanak. Ennek eredményeképpen génáramlás jön létre a falkák között.

Génáramlás alatt a gének legtöbbször azonos fajhoz tartozó populációk közti átadását értjük.
A fajon belüli génáramlásra példa az élőlények elvándorlása és új élőhelyen való szaporodása. Fajok közti génátadás például a hibridizáció, továbbá a horizontális géntranszfer.
A populációból történő kivándorlás és a populációba történő bevándorlás megváltoztathatja az allélgyakoriságokat. A bevándorlás új genetikai információt adhat a populáció már meglévő génkészletéhez. Fordított esetben, a populációból történő kivándorlással a populáció génkészlete elveszíthet genetikai információt. Ahogyan a genetikai izoláció elősegíti az új fajok kialakulását, a génáramlás lassíthatja a fajképződés folyamatát azáltal, hogy hozzájárul a genetikai változatosság terjedéséhez.

## Populációgenetika
A populációgenetika az allélfrekvencia természetes szelekció, genetikai sodródás, mutáció és génáramlás által irányított eloszlásának és változásának tanulmányozása. E diszciplína a modern szintézis fontos területe.
Genetikai szempontból az evolúció a közös génkészleten osztozó populációban nemzedékről nemzedékre bekövetkező allélfrekvencia-változás.
A populáció az egy fajhoz tartozó egyedek térben és időben elkülöníthető csoportja. Egy populáció egyetlen génjének számos változata létezhet, mely az élőlények fenotípusos változatosságáért lehet felelős. A populáció génkészletének az adott populációban előforduló összes allélt nevezzük. Legtöbb esetben tehát egy adott allélt a génkészlet több példányban is tartalmazza. Egy adott gén alléljaihoz viszonyított arányát allélfrekvenciának nevezzük. Evolúció akkor történik, ha az adott populáció allélfrekvenciáiban változás következik be, például ha a molylepkék populációjában a sötét színért felelős allélok gyakorisága megemelkedik.
A Hardy–Weinberg-törvény szerint az allélfrekvencia egy elég nagy méretű populációban nem változik, ha a populációra ható egyetlen tényező az allélok véletlenszerű újrarendeződése az ivarsejtek keletkezésénél, s ezen ivarsejtek véletlenszerű kombinációja a megtermékenyítés során.
Az a populáció, melyben allélgyakoriság-változás nem megy végbe, Hardy–Weinberg egyensúlyban van, evolúciós változások tehát ebben az esetben nem figyelhetők meg.

## Evolúciós változások
Az evolúció folyamatai az élőlények összes alaki és viselkedési aspektusát befolyásolják. Legszembetűnőbbek ezek közül azon viselkedésbeli és fizikai adaptációk, melyek a természetes kiválasztódás folyamán jönnek létre. Ezen változások növelik a rátermettséget azáltal, hogy hatékonyabbá tesznek olyan viselkedéseket, mint az élelemkeresés, a ragadozók elkerülése vagy a szexuális partner figyelmének felkeltése. Az élőlények a kiválasztódás hatására kooperatív viselkedési mintákat fejlesztenek ki, mely többek között a rokonok segítésében és a kölcsönösen előnyös szimbiózisban mutatkozik. Hosszú távon az evolúciós folyamatok elősegítik az új fajok képződését azon esetben, ha egy adott kiinduló populáció feloszlik egymással szaporodni képtelen új csoportokra.

### Adaptáció

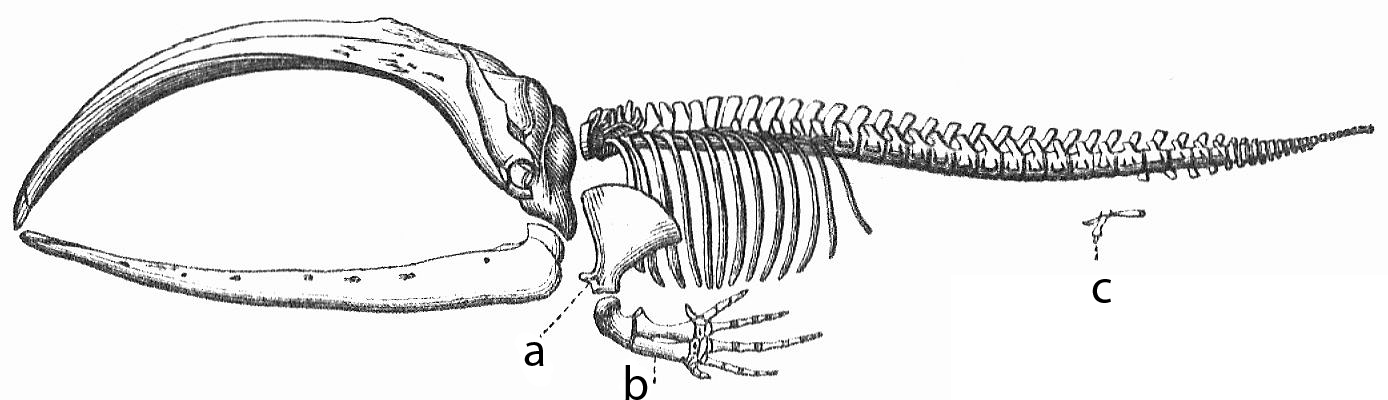
Egy sziláscet csontváza. Az a és b jelzések az uszony csontjait jelölik, melyek adaptáció folyamán alakultak ki a bálnák őseinek lábcsontjaiból. A c jelzés elcsökevényesedett lábcsontokat jelöl.

Az adaptáció olyan strukturális vagy viselkedésbeli tulajdonság, mely az élőlény számára előnyös tulajdonsággal bír a túlélési és a szaporodási sikeresség tekintetében.
Az adaptív jellegek folyamatosan keletkeznek az apró, véletlenszerű változások megjelenésével, és az ezek között a környezethez alkalmazkodás tekintetében sikeresebb változatoknak kedvező természetes szelekció hatásaként.
A folyamat hozzájárulhat új tulajdonság kialakulásához, de egy ősi jelleg elvesztéséhez is.

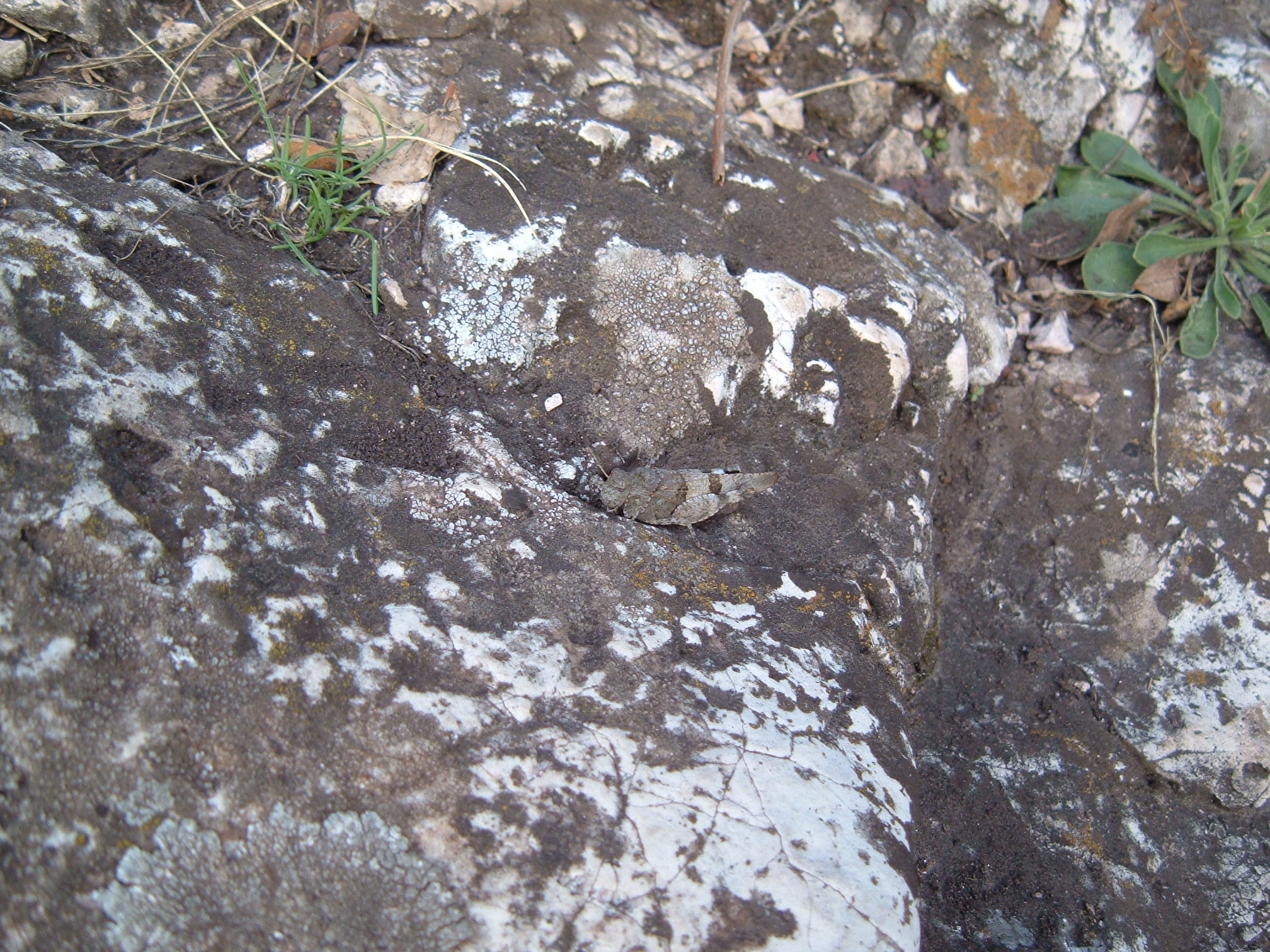
Ezt a sáskát rejtőszíne szinte láthatatlanná teszi a zuzmóval benőtt dolomitsziklán.

Mindkét esetre megfelelő példa a baktériumok alkalmazkodása az antibiotikumokhoz. Az antibiotikumok szelekciós nyomást gyakorolnak a baktériumokra, mely során azon egyedek maradnak fenn, melyek mutációi lehetővé tették az antibiotikum-rezisztenciát.
Egyes jellegek, melyek elsőre egyszerű adaptációnak tűnnek, valójában exaptációk – olyan jellegek, melyek bizonyos célra adaptálódtak, azonban később más szerepre is alkalmassá váltak.
Tipikus példája ennek a madarak tollai, melyek először hőszabályozó szerepet töltöttek be, később a repülésre fejlődtek tovább.

#### Divergens evolúció
Az evolúcióbiológiában a divergens evolúció az a folyamat, melyet a közös evolúciós eredettel rendelkező élőlények jellegeinek széttartó fejlődése jellemez. A divergens fejlődés okai között szerepel a populációk szétválása, új környezetbe való migrációja, a környezeti feltételek megváltozása, a nagyméretű kihalási események okozta ökológia vákuum feltöltése.
Az emberi kar, a denevérek szárnya, a bálnák és delfinek uszonya, a lovak patája közös evolúciós eredettel rendelkezik, azonban a különböző életmódhoz való alkalmazkodás folyamán eltérő fejlődési utat jártak be.
A közös eredetre visszavezethető jellegeket homológ struktúráknak nevezzük.

#### Konvergens evolúció
Konvergencia alatt az evolúcióbiológiában azt a folyamatot értjük, mely során nem szoros rokonsági kapcsolatban lévő élőlények egymástól függetlenül hasonló jellegeket fejlesztenek ki a hasonló környezethez vagy ökológiai fülkéhez való adaptáció során.
A konvergens evolúció jelenségét jól példázza a madarak, rovarok, pteroszauruszok és denevérek szárnyának hasonló természete. Ezek mindegyike a repülés célját szolgálja, felépítésük hasonló, de mindegyikük különálló fejlődés során alakult ki. Az élővilág története során a szem egymástól függetlenül többször (egyes becslések szerint 40-60 alkalommal) is kialakult.
A konvergens evolúció által kialakított jellegeket analóg struktúráknak nevezzük.
Az adaptáció során egyes struktúrák elveszíthetik eredeti funkciójukat, és csökevényes szervekké válhatnak.
Ezek a struktúrák kevés vagy akár semmilyen szerepet sem játszanak az adott fajnál, azonban őseiben, vagy közeli rokonaiban tisztán megfigyelhető funkciójuk van. Példa erre a jelenségre a vak barlanglakó hal működésképtelen szeme, a röpképtelen madarak szárnya, vagy csípőcsontok maradványai a bálnák és kígyók esetében.
Emberek esetében csökevényes szervnek számítanak a bölcsességfogak, a farokcsont és a féregnyúlvány.
Az evolúciós fejlődésbiológia egyik jelenlegi kutatási iránya az adaptációk és exaptációk fejlődési alapjainak vizsgálata.
Ezen tanulmányok kimutatták, az evolúció hogyan változtatja meg meglévő szervek fejlődését, hogy új struktúrákat hozzon létre. Példa erre azon embrionikus csontszerkezetek, melyek egyes állatok állkapcsát képzik, míg az emlősök esetében a középfül csontjaivá fejlődnek.
Előfordulhat továbbá, hogy olyan struktúrák, melyek az evolúció során eltűntek, ismét megjelenjenek bizonyos fejlődést irányító génekben bekövetkező változások hatására. Egyes ősi jellegeket kódoló genetikai mintázatok bár megőrződhetnek a DNS-ben, azonban nem fejeződnek ki. Azonban néhány esetben ezen gének újból kifejeződésre kerülnek, ami atavisztikus jegyek megjelenéséhez vezet.
Ilyen mutáció vezethet házi tyúkok embriói esetében krokodilok fogához hasonló képződmények keletkezéséhez.

### Koevolúció

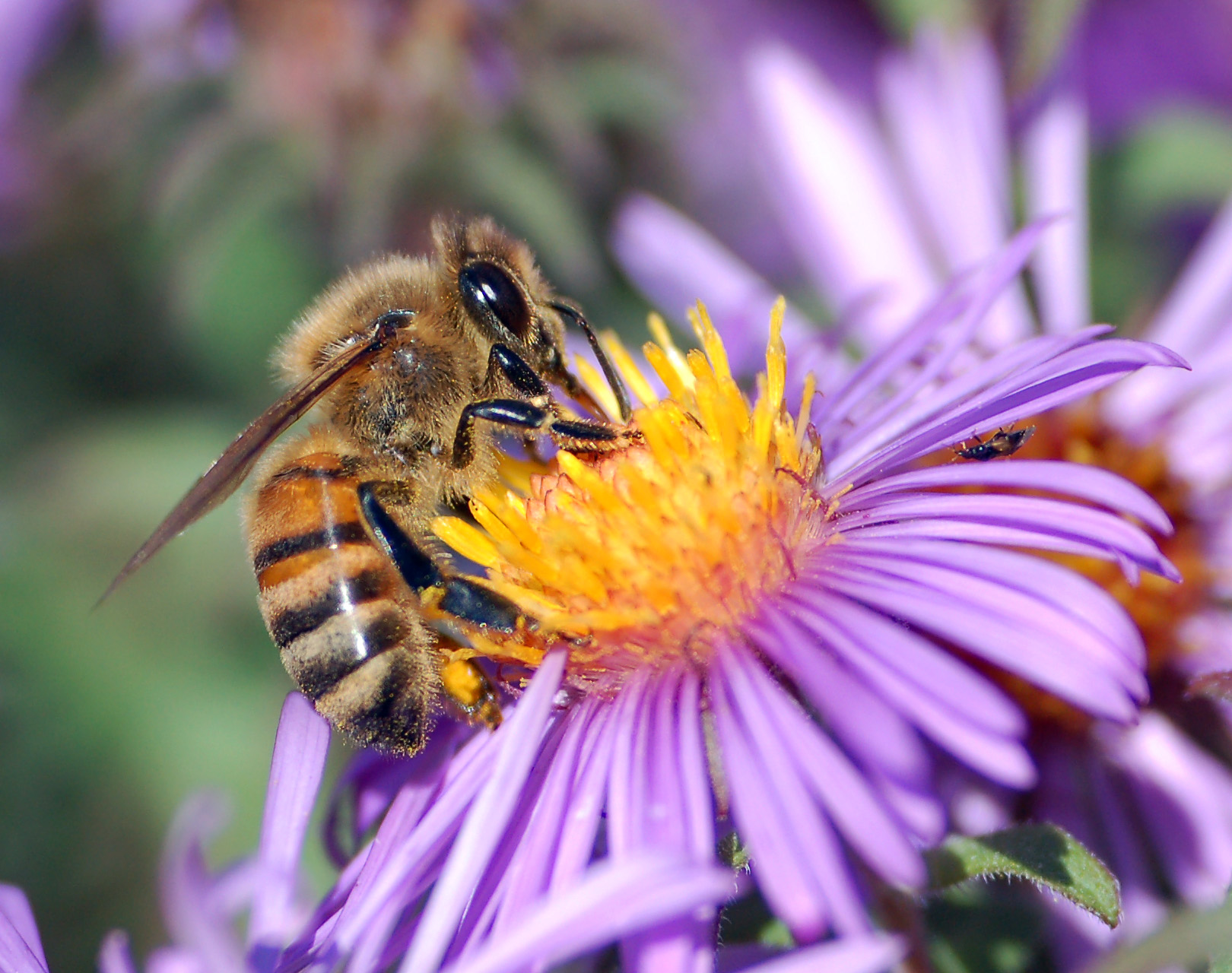
A virágos növények és megporzóik koevolúciójuk következtében nagymértékben egymásra vannak utalva.

Az élőlények közötti kapcsolat lehet konfliktus vagy kooperáció. Abban az esetben, ha két faj között kapcsolat áll fenn – mint például egy kórokozó és gazdaszervezet vagy ragadozó és zsákmányállat esetében – ezen fajok egymásnak megfelelő adaptációkat fejleszthetnek ki. Ebben az esetben az egyik faj evolúciós változása adaptációhoz vezet a másik fajnál. Ezen adaptációk aztán újból adaptációhoz vezetnek az első fajban. A szelekció ezen körforgását koevolúciónak nevezzük.
Az érdesbőrű gőte (Taricha granulosa) és ragadozója, a közönséges kerti kigyó (Thamnophis sirtalis) evolúciós fegyverkezési versenye jól demonstrálja ezt a folyamatot: a gőte mérgező tetrodotoxint termel, mely ellen a kígyó tetrodotoxin-rezisztenciát fejlesztett ki az idő előrehaladtával.

#### Kompetíció

##### Versengés az életben maradásért
A természetben az erőforrások véges mértékben állnak rendelkezésre, ezért az élőlények kénytelenek versenyezni értük. Az élőlények saját testüket nagyrészt más élőlények anyagaiból építik fel, ebből kifolyólag érdekellentét áll fent köztük.
A ragadozók és prédaállataik az evolúciós fegyverkezési verseny során adaptációk és ellenadaptációk sorozataként fejlesztettek ki olyan jegyeket, melyek segítették őket a túlélésben. A prédaállatok azon génjei, melyek nagyobb esélyt adtak a túlélésre és szaporodásra, sikeresebben terjedtek el társaiknál, ugyanígy váltak gyakoribbá a sikeresebb zsákmányszerzést biztosító gének a ragadozók esetében.
Jellegzetes példa a ragadozók és prédaállataik szemének elhelyezkedése. A ragadozók szeme előre néz, a két szem látótere nagyban átfedi egymást, mely kiváló binokuláris látást biztosít. Ez az adaptáció nagyban segíti a téri tájékozódást (például távolságbecslés). A növényevők szeme tipikusan oldalt helyezkedik el, a látóterek kis mértékben fedik egymást. Az ezen adaptáció biztosította széles látótér lehetőséget ad a gyors mozgásdetekcióra, így ragadozók biztosabb észlelésére.
Mind a zsákmányszerzés, mind a védekezés fontos eleme az álcázás. A ragadozóknak gyakran észrevétlenül kell zsákmányuk közelébe kerülni a sikeres vadászat érdekében. A zsákmányállatoknak is fontos a rejtőzés az életben maradáshoz. A szavanna ragadozói és növényevői is rejtőszíneket, zavaró mintázatokat fejlesztettek ki. A zebra színezete és csíkjai fő ragadozójának, az oroszlánnak az összezavarására kiválóan alkalmasak. Az oroszlán ugyanis színvak, a magas fűben álló zebra számára nehezen észrevehető, a csordában pedig ez a mintázat megnehezíti az egyedek elkülönítését a ragadozók számára.
A tigris csíkjai hasonló szerepet játszanak – segítenek megakadályozni, hogy az áldozat túl hamar észrevegye közeledésüket. A rejtőzködés mesterei a színüket változtatni képes kaméleonok és tintahalak.

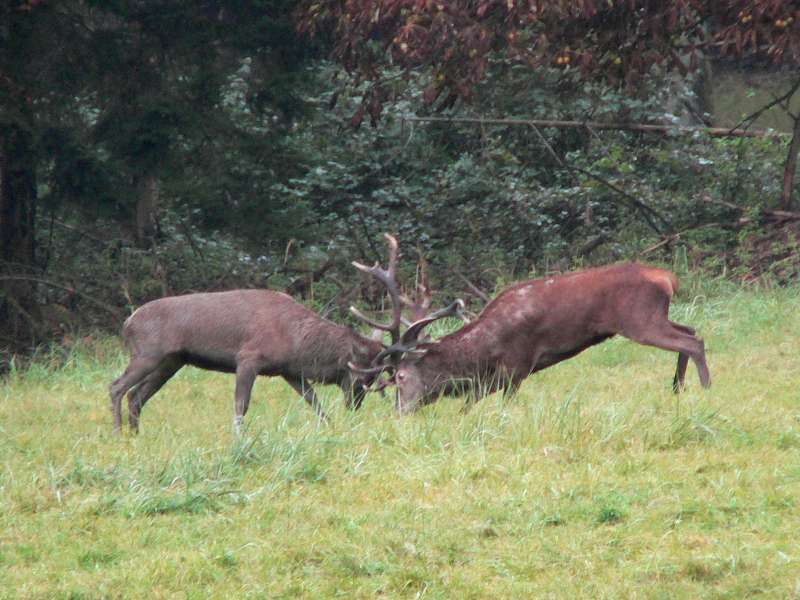
Két gímszarvas (Cervus elaphus)) bika küzdelme.

##### Versengés a szaporodásért
Evolúciós érdekellentét áll fenn egy fajon belül az azonos nemű egyedek között a szaporodási lehetőségekért. Egyes állatok esetében a hímek kis százaléka végzi a párosodások döntő hányadát. Az, hogy egy egyed párosodási lehetőséghez juthat-e, befolyásolja a dominanciahierarchiában elfoglalt helye, mely gyakran más hímekkel folytatott harc eredménye.
A párzási lehetőségért folyó harc szélsőséges példája a déli elefántfóka hímjeinek küzdelme a nőstények birtoklásáért.
Szemfogaikkal hatalmas sebeket ejtenek egymáson, sokszor megölve ellenfelüket – sőt gyakran a győztes is belepusztul a kimerültségbe és a vérveszteségbe. A sikeres hímek azonban nem ritkán ötvennél is több nőstényből álló háremet tartanak. Párosodást egy adott évben a hímek kb. 2-3%-a végez.
Konfliktus áll fent a nemek között is, ha ütköző szaporodási stratégiákat használnak, mely evolúciós fegyverkezési versenyt idéz elő a hímek és nőstények között. A jelenséget leginkább állatok esetében tanulmányozták, de bármely ivarosan szaporodó organizmusnál, így növények esetében is megfigyelhető. A legtöbb állat esetében már az ivarsejtek előállításától kezdve aszimmetria áll fent a nemek között. A petesejt előállítása sokkal költségesebb, mint a hímivarsejté, mivel a petesejt tartalmazza azon anyagokat, melyekre a zigótának szüksége lesz, míg a hímivarsejt csak annyi erőforrással rendelkezik, amennyi a célba juttatásához szükséges, előállítása kis ráfordítást igényel. Az emlősök esetében embrió kihordása is a nőstény feladata. Az ehhez hasonló különbségek eltérő szexuális stratégiákban mutatkoznak meg a két nem esetében.
|  |  |

##### Élősködők
A parazitizmus az együttélés olyan típusa, mely az egyik fél számára előnyös, a másik fél számára kifejezetten káros. Az parazita élőlény életciklusának jelentős részét a gazdaegyeden élősködve töltheti, abból táplálkozik, csökkenti annak túlélési és szaporodási esélyeit, esetleg okozhat betegséget, egyes esetekben akár a gazdaegyed pusztulását is. Parazita életmódot folytatnak egyes horgasférgek, melyek emlősök vékonybelében élősködhetnek.
Költésparazitizmusnak nevezzük azon madarak viselkedését, melyek más fajok egyedeinek fészkébe rakják tojásaikat, amit azok aztán saját fiókáik kárára táplálnak és nevelnek. Tipikus példája a kakukk.

#### Kooperáció
Azonban nem minden fajok közötti interakció konfliktus-jellegű, sok esetben kölcsönösen előnyös kölcsönhatások fejlődtek ki.

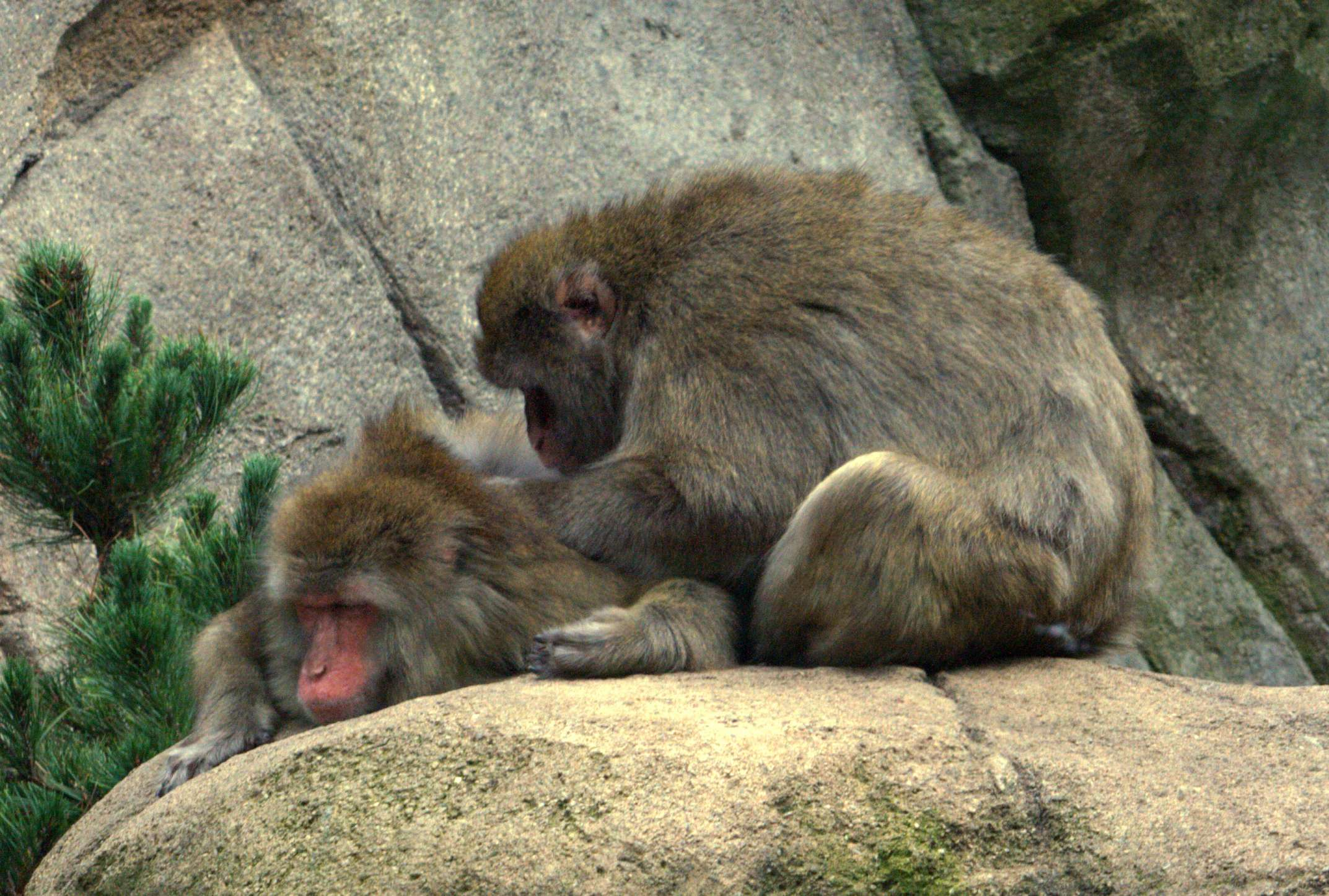
Japán makákók kurkászás közben.

A szimbiózis két vagy több különböző faj (általában egymásra utalt) szoros együttélése, mely során gyakran minden fél kölcsönös előnyökhöz jut. Közismert példája a zuzmószimbiózis, vagyis a kék- vagy zöldmoszatok és tömlősgombák együttélése, mely során a fotoszintézisre képes moszatsejtek autotróf, a kész szerves anyag felvételére képes gombafonalak heterotróf anyagcserét tesznek lehetővé.
A növények és a gyökereiken élő mikorrhiza-gombák közötti reciprok interakció szemléletes példája e kooperációnak: a gombák segítséget nyújtanak a növénynek az ásványi anyagok felvételében, míg a növények ellátják a gombákat a fotoszintézisből származó cukorral. Ebben az esetben a gombák a növényi sejtek belsejében növekednek, így elősegítvén a táplálékmegosztást a gazdaszervezettel továbbá jelzéseket küldenek, melyek elnyomják a növény immunrendszerét.
A hologenom-szemléletű evolúció elmélete szerint a soksejtű szervezet és a vele szimbiózisban élő mikrobiom szoros egységet képez, a holobiontát, ami az evolúció alapegysége.
Léteznek ugyanazon faj egyedei közti kooperációk is. Ennek egyik legszélsőségesebb példája a társas rovarok – például méhek, hangyák, termeszek – euszociális viselkedése, ahol steril dolgozók etetik és védelmezik azon kis létszámban lévő társaikat, melyek képesek a szaporodásra.
A fajon belüli kooperáció az evolúció rokonszelekció nevű folyamatán keresztül alakulhatott ki, melynek egyik megnyilvánulása, ha egy egyed segítséget nyújt egy másik egyednek a szaporodási sikeresség növelésében – például segít felnevelni az utódját. A kooperáció elterjesztéséért felelős lehet még a csoportszelekció folyamata is.

#### Mimikri
Az élőlények közös evolúciójuk során olyan felépítés- és viselkedésbeli jelzéseket fejlesztettek ki, melyek információt hordoznak más élőlények számára – saját fajon belül és kívül egyaránt. Bizonyos élőlények igyekeznek hamisítani ezeket a jelzéseket, hogy ezáltal előnyre tegyenek szert másokkal szemben. A megtévesztés és a csalók felismerése fontos szerepet játszik az evolúciós fegyverkezési versenyben.
Egyes élőlények olyan jellegekkel rendelkeznek, melyek ahelyett, hogy segítenék az elrejtőzést, inkább felhívják viselőjükre a figyelmet. Ezen élőlények általában megengedhetik maguknak, hogy feltűnő mintázatot viseljenek, mivel többnyire mérgezőek, vagy fogyaszthatatlanok. Az ilyen mintázatok a többi állat számára figyelmeztető jelzésként szolgálnak, akik legtöbbször igyekeznek elkerülni az ezeket viselőket.
Ezen figyelemfelkeltő jelzések kölcsönösen előnyösek mind a vadászó állatnak, mind az ezeket kifejlesztő potenciális prédának. Gyakran viszonylag távoli rokonságban álló állatok, melyek közös ragadozóik szelekciós nyomásának vannak kitéve, hasonló jellegeket fejlesztenek ki. Ezt a jelenséget Müller-féle mimikriként ismerjük.
Bizonyos nem mérgező állatok olyan jellegeket fejlesztettek ki, melyek hasonlítanak más, mérgező élőlények jegyeihez. Ezt a jelenséget Bates-féle mimikrinek nevezzük. Ismert példája az ártalmatlan darázslepkék színe és mintázata, mely nagyban hasonlít a veszélyes lódarazsak jellegeire.

### Fajképződés

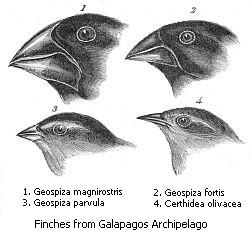
A földrajzi izoláció a pintyek több mint tucat faját eredményezte a Galápagos-szigeteken.

A fajképződés vagy speciáció az a folyamat, mely során egy adott faj két vagy több fajra oszlik. A folyamatot többször megfigyelték mind laboratóriumi, mind természetes körülmények között.
Ivarosan szaporodó élőlények esetében a fajképződés reprodukciós izolációt követő leszármazási elágazás következménye. A fajképződésnek négy formáját ismerjük.
Állatok esetében az allopatrikus fajképződés a legáltalánosabb, melynek alapja az élőhely megváltozása vagy migráció okozta földrajzi elkülönülés. Mivel a szelekció és a genetikai sodródás az elkülönült populációkban függetlenül hat, ezért az izoláció idővel két, egymással szaporodni nem képes populációt eredményez.
A fajképződés második mechanizmusa a peripatrikus fajképződés, mely akkor következik be, mikor egy kisebb populáció elkülönül egy új környezetben. Ez a mechanizmus abban különbözik az allopatrikus fajképződéstől, hogy a populáció kis mérete miatt az alapítói hatás következtében a kis méretű génkészletben végbemenő genetikai sodródás és szelekció gyors ütemű fajképződéshez vezet.

Az allopatrikus, peripatrikus, parapatrikus és szimpatrikus fajképződés összehasonlítása.

A fajképződés harmadik típusa a parapatrikus fajképződés. Ez a mechanizmus annyiban hasonlít a peripatrikus fajképződéshez, hogy egy kisebb populáció új élőhelyet foglal el. A különbség abból áll, hogy ebben az esetben nincs fizikai akadály a két populáció között. A fajképződés itt az evolúció génáramlást csökkentő mechanizmusainak köszönhető.
Általában akkor következik be, ha a szülő populáció élőhelyének környezeti tényezői drasztikus változáson mennek át.
A szimpatrikus fajképződés, a fajképződés negyedik típusa nem igényli a földrajzi elkülönülést vagy a környezet megváltozását. Ritkán következik be, mivel a már a legkisebb mértékű génáramlás is elsimíthatja a populáció egyes részei közti genetikai különbségeket.
A fajképződési események fontos szerepet játszanak a szakaszos egyensúly elméletében, mely igyekszik számot adni a fosszilis leletekben mutatkozó hosszú, kis változásokat mutató időszakokat megszakító nagyméretű evolúciós fejlődésről.
Ezen modell szerint kapcsolat van a fajképződés és a gyors evolúciós változások között, s a természetes szelekció, valamint a genetikai sodródás felel a leginkább a fajképződésért egy új környezetben vagy kis méretű populációk esetében. Ennek eredményeként a két állapot közötti rövid átmeneti időszakból számottevően kevesebb lelet maradt fenn.
Mindezek mellett fontos megjegyezni, a faj egy mesterséges kategória. A természetben a szaporodási közösségeket populációknak nevezzük. Egy fajba szokás sorolni az összes olyan egyedet, melyek egymással lehetséges módon szaporodhatnak és hozhatnak létre továbbszaporodásra alkalmas utódot. Egy fajhoz így akár több, egymástól elszigetelt populáció tartozhat, melyek allélfrekvenciája azonban nem azonos, vagyis megindultak az evolúciós elkülönülés útján.

#### Fajok közötti szaporodást gátló tényezők
A kereszteződést gátló tényezőket prezigotikus és posztzigotikus kategóriákba sorolhatjuk.
Az ezek közötti különbség alapja az, hogy az utód létrejöttét a megtermékenyítés előtt gátolják-e meg, avagy az után.

##### Megtermékenyítést gátló tényezők

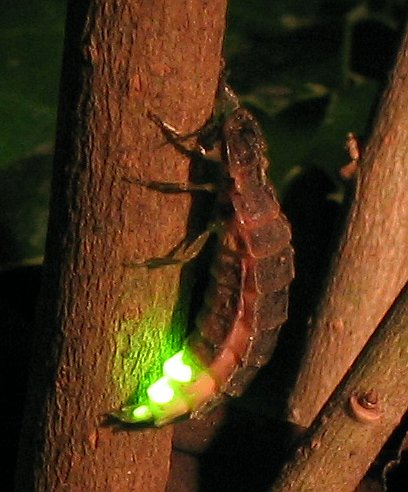
A szentjánosbogarak különböző fajai csak az azonos fajra jellemző párzási szignálokat ismerik fel, így általában nem szaporodnak egymás között.

A prezigotikusnak nevezzük azon gátló tényezőket, melyek megakadályozzák a különböző fajok közötti egyedek párzását, vagy meggátolják a petesejt megtermékenyülését, ha a párzás mégis megtörténik.
Néhány példa:
- Időbeli izoláció – Akkor történik, ha a különböző populációk párzási időszaka eltér. Az Egyesült Államokban honos nyugati bűzösborz (Spilogale gracilis) és foltos szkunk (Spilogale putorius) élőhelyei átfedik egymást, mégis szaporodási izoláció áll fent köztük, mivel az előbbinek nyáron, az utóbbinak télen van a párzási időszaka.[56] Hasonló a helyzet az európai sün (Erinaceus europaeus) és a keleti sün (Erinaceus concolor) esetében.
- Viselkedési izoláció – Azon jelzések, melyek kiváltják a párzási viselkedést, bizonyos populációk között eléggé eltérőek lehetnek ahhoz, hogy megakadályozzák a kereszteződést. A hím szentjánosbogarak ritmikus fénykibocsátása fajspecifikus, így prezigotikus szaporodási akadályként szolgál.[100]
- Mechanikai izoláció – A szaporodásban részt vevő szervek morfológiai különbségei ugyancsak elejét vehetik a kereszteződésnek. Az evolúció során egyes virágos növények és az azok megporzását végző állatok együtt fejlődtek. A nektárt fogyasztó denevérek echolokációs rendszereik segítségével találnak táplálékot. Azon növényeknél, melyeket ezen denevérek poroznak be, akusztikusan feltűnő virágok alakultak ki, melyek segítik felfedezésüket.[101]

- Gametikus izoláció – A két faj gamétái kémiailag inkompatibilisek, így nem következik be megtermékenyülés. A gaméták felismerése alapulhat a petesejt felszínén lévő specifikus molekulákon, melyek csak a hímivarsejten lévő megfelelő molekulához képesek kötődni.[56]
- Földrajzi izoláció – A populációkat nagy méretű fizikai akadály – hegy, víz vagy ember alkotta akadály – választja el egymástól. Egy ilyen tényező megszakítja a génáramlást a populációk között. A hatást jól illusztrálja a kínai nagy fal két oldalán található növényfajok divergenciája.[102]
- Élőhely szerinti izoláció – a két populáció – bár ugyanazon a földrajzi területen él – különböző élőhelyet részesít előnyben, így a találkozásaik ritkák. Például a cserkészlégy eredeti gazdanövénye a galagonya. Területükön az almafák kb. 300 évvel ezelőtt jelentek meg. Ma egyes cserkészlegyek az almafát használják gazdanövényként a galagonya helyett. Vizsgálatok szerint a legyek erős genetikai preferenciát mutatnak a gazdanövényük felé (alma vagy galagonya), s a párzás is ezen növényeken történik. Tehát bár a két populáció azonos földrajzi területet foglal el, az ökológiai izoláció elegendőnek bizonyult a genetikai divergencia megjelenéséhez.[56]

##### Megtermékenyítés után ható gátló tényezők

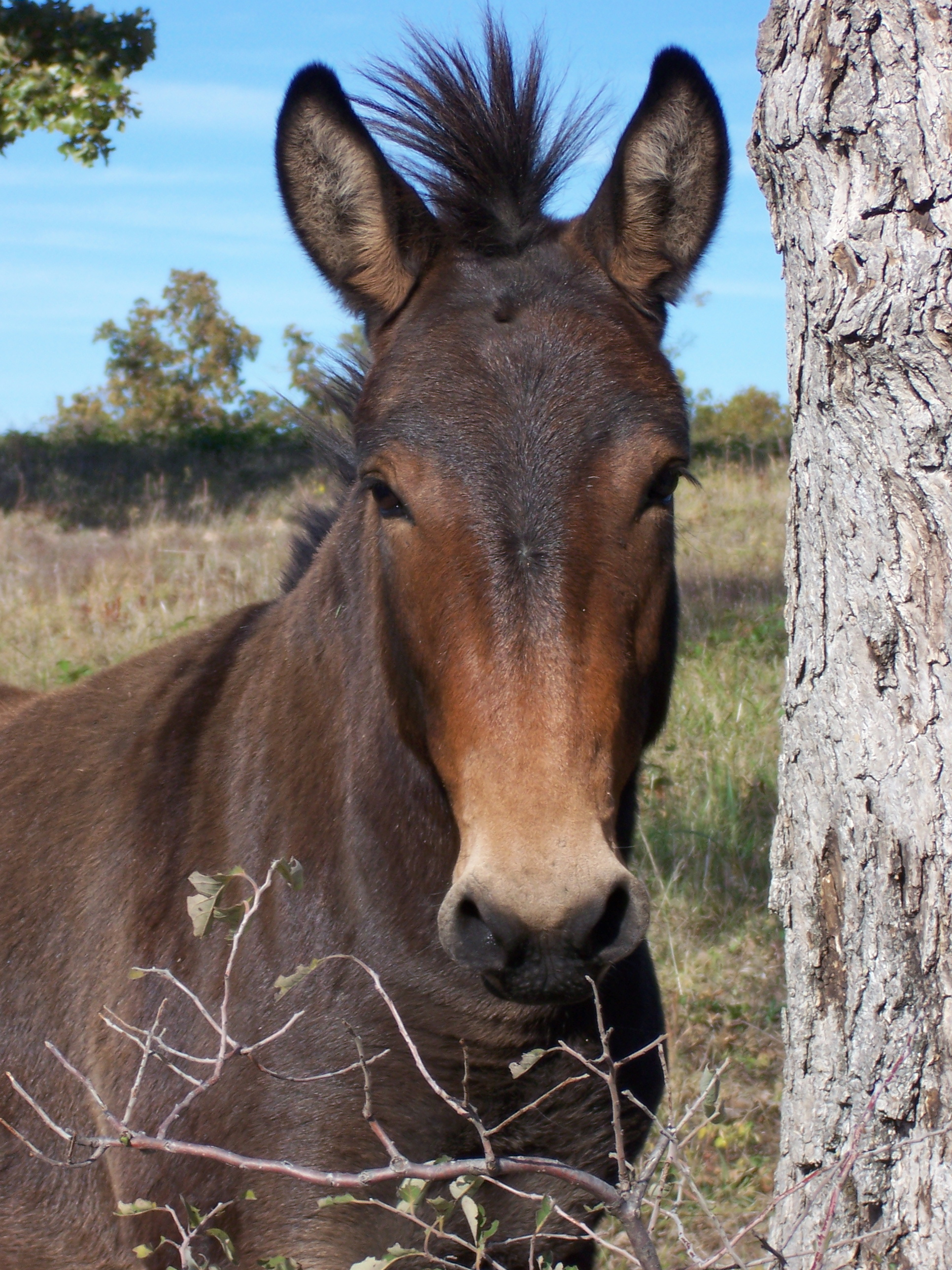
Az öszvér házi szamár és a ló keresztezéséből származó fajhibrid. Az anya szerint van lóöszvér (Equus mulus) és szamáröszvér (Equus hiunus), az elsőnél ló az anya, míg a szamáröszvérnél szamár.

A posztzigotikus akadályok azon tényezők, melyek a megtermékenyítés után hatnak, általában életképtelen vagy szaporodóképtelen hibridet eredményeznek.
Példák:
- A hibrid életképességének csökkenése - Az akadály a zigóta kialakulása után jelenik meg, eredménye az utód befejezetlen fejlődése és halála.[103]
- A hibrid szaporodóképességének csökkenése - Még ha két különböző fajhoz tartozó egyed képes is életképes hibrid nemzésére, az utód lehet terméketlen. Például a lovak különböző fajainak az Equus nemen belüli keresztezései életképes, de steril utódokhoz vezethetnek. Ilyenek például a zebra és ló, illetve a zebra és szamár keresztezéséből származó utódok. A lovak és szamarak keresztezéséből származó utód az öszvér. Ritka esetben a nőstény öszvér termékeny is lehet.[104]
- Hibrid összeomlás – Egyes hibridek az első generációban szaporodóképesek, azonban későbbi nemzedékekben gyengébbekké vagy életképtelenekké válnak.[105]

#### Gyűrűfajok
A különálló fajok elkülönítése néha nehézségekbe ütközik. Jellemző példája ennek a gyűrűfajok esete. Gyűrűfajról akkor beszélünk, ha két reprodukciós izolációban lévő populációt egymással szaporodni képes köztes populációk sora kapcsolja össze.
A nyugat- és a kelet-szibériai zöld füzike (Phylloscopus trochiloides viridanus és plumbeitarsus) élőhelyei átfedik egymást, azonban egymás között nem szaporodnak. A két populációt a Tibeti-fennsíkot körülölelő, jegyeikben folyamatos változást mutató populációk sora köti össze, melyek között megfigyelhető a génáramlás.
A zöld füzikék eredetileg jelenlegi elterjedési területük déli részéről származnak, s két útvonalon terjeszkedtek északi irányba. Útja során mindkét populáció változáson ment keresztül, s mire a két útvonal Közép-Szibériában találkozott, a különbségek elérték azt a mértéket, hogy szaporodás nem jön létre köztük.
A kaliforniai Központi-völgy környékén élő Enschscholtz-szalamandra (Ensatina eschscholtzii) esetében is megfigyelhető hasonló jelenség. Az Ensatina szalamandrák két, színben meglehetősen különböző csoportja él közös élőhelyen Dél-Kaliforniában, köztük ritka a kereszteződés. A két populációt észak felé a Központi-völgyet körülvéve színben és mintázatban fokozatos átmenetet képviselő populációk kötik össze.
A gyűrűfajok létrejöttéhez olyan földrajzi feltételek szükségesek, melyek lehetővé teszik, hogy egy faj egy olyan földrajzi akadályt megkerülve terjedjen, melynek környéke folyamatosan biztosítja a megfelelő élőhelyet. A kiterjedés sebességének elég lassúnak kell lennie ahhoz, hogy a populációk találkozása előtt szaporodást megakadályozó különbségek jöhessenek létre.
A gyűrűfajok példáján keresztül bepillantást nyerhetünk a fajképződés folyamataiba, s megfigyelhetjük, hogyan vezetnek apró változások fajszintű különbségekhez.

### Kihalás

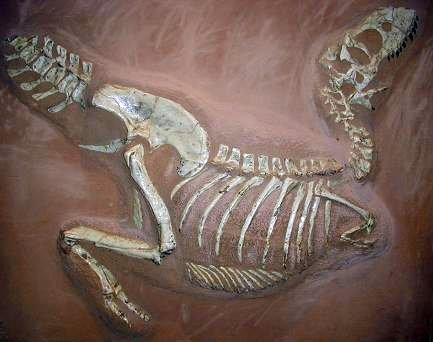
Egy Tarbosaurus csontváza. A szárnynélküli dinoszauruszok tömegesen haltak ki a kréta–tercier kihalási esemény során, a kréta időszak végén.

Kihalásnak egy adott faj teljes mértékű eltűnését nevezzük. A kihalás nem szokatlan jelenség - új fajok rendszeresen jelennek meg fajképződés során, mások pedig eltűnnek, kipusztulnak.
Valójában a legtöbb állat és növényfaj, mely valaha élt a földön, mára kihalt.
Ezen kihalások folyamatosan bekövetkeztek az élőlények történetében, bár léteznek nagyarányú kihalási események is.
A legismertebb ezek közül a kréta–tercier kihalási esemény, mely a dinoszauruszok kihalásához vezetett, de a korábban bekövetkezett perm–triász kihalási esemény sokkal nagyobb hatással bírt: becslések szerint az akkor élt tengeri fajok kb. 96%-a, a szárazföldi gerincesek 70%-a pusztult ki.
A holocén kihalási esemény egy ma is tartó tömeges kihalási folyamat, mely az elmúlt néhány ezer évben az emberiség Földön való elterjedésével hozható kapcsolatba. A mai kihalási ráta százszorosa-ezerszerese az alapszintnek, a fajok akár 30%-a is eltűnhet a 21. század közepére.
Mára az emberi tevékenység vált a kihalás fő okozójává, a globális felmelegedés ezt a folyamatot a jövőben tovább gyorsíthatja.
A kihalási folyamatok evolúciós szerepe több módon is megnyilvánulhat. A folyamatos „alacsony szintű” kihalási események, melyek a kipusztulások nagyobb részéért tehetők felelőssé valószínűleg az erőforrásokért folytatott fajok közti versengés eredményei.
Ha ezen versengés szerepet játszik a fajok kihalásában, a természetes kiválasztódás fajszelekció szintjén játszódhat le.
A közbeeső tömeges kipusztulási események ugyancsak fontos szerepet játszanak, mivel drasztikusan csökkentik az élővilág diverzitását, ezáltal utat engednek az adaptív szétterjedés folyamatainak.

## Az élővilág evolúciós története

### Az élet kialakulása
Az élet megjelenése szükségszerű előzménye az evolúciónak, azonban működésének megértéséhez nem feltétlenül szükségszerű tudnunk, hogyan történt.
A jelenleg tudományosan elfogadott nézet szerint az élet komplex biokémiai folyamatai egyszerűbb kémiai reakciókból származnak, de ennek módja máig tisztázatlan.
Az élet kezdeti jellemzőiről és fejlődéséről sem sok biztosat tudunk, azonban léteznek elméletek, melyek önmagukat replikáló molekulák, például az RNS szerepét emelik ki, s olyanok, melyek az egyszerű sejtek kialakulására keresnek magyarázatot.
Jelenleg nincs egyetlen olyan általános, tudományosan elfogadott elmélet, ami az élet keletkezési folyamatát minden részletében megmagyarázná. A mikrobiológia tudománya kísérletet tesz erre. A progenota (a proto-sejt) volt az első olyan életnek tekinthető élőlény, amelyet membrán határolt, örökítőanyagot (DNS) tartalmazott  és   tulajdonságait átörökítette utódaira. Az első progenota kb. 4  milliárd éve képződhetett.

### Közös ős

Az emberszabású majmok egy kb. 18 millió évvel ezelőtt élt közös ős leszármazottai.

A Föld összes élőlénye egyetlen közös őstől vagy ősi génkészletből származik. A jelenlegi fajok mind az evolúció egy-egy ágának pillanatnyi állapotát képviselik, változatosságuk a fajképződések és kihalások hosszú sorozatának eredménye.
Az élőlények közös eredetére először négy egyszerű tényből következtettek:
- Az élőlények földrajzi eloszlása nem magyarázható helyi adaptációval.
- Az élővilág sokszínűségét nem összehasonlíthatatlanul különböző élőlények halmaza alkotja.
- A nyilvánvaló cél nélküli elcsökevényesedett jellegek hasonlóságot mutatnak ősi élőlények működő jellegeivel.
- Az élőlények beágyazott csoportok hierarchiájába sorolhatók ezen hasonló tulajdonságok alapján.[3]

A mára kihalt fajok evolúciós története is visszakövethető a kövületekből és a ma élő élőlények összehasonlító anatómiai vizsgálatából.
A modern és a kihalt fajok anatómiai jellemzőit összehasonlítva a paleontológusok következtetni tudnak a ezen fajok leszármazási fájára. Ez a megközelítés azonban leginkább azon fajok esetében válik be, melyek szilárd testrészekkel – például páncél, csontok vagy fogak – is rendelkeztek.
A közös ős újabban a biokémiai hasonlóságok vizsgálata által nyert alátámasztást. Például minden élő sejt ugyanazon nukleinsavakat és aminosavakat használja.
A molekuláris genetika újabb eredményei rávilágítottak, hogy az evolúció folyamata nyomot hagyott az élőlények genomjában. E mutációk által működtetett molekuláris óra alapján megállapítható a fajok szétválásának időpontja.
Például az ember és a csimpánz DNS-ének összehasonlítása felfedte a két faj közti genetikai hasonlóságot, továbbá betekintést nyújtott abba, hogy e két faj közös őse mikor létezett.

### Az élővilág evolúciója

A képen egy filogenetikus családfa látható, mely a mai élőlények divergenciáját mutatja a középen található közös őstől.
A három domén különböző színnel van jelölve - kék: baktériumok, zöld: archeák, piros: eukarióták.

Annak ellenére, hogy az élet kezdetét bizonytalanságok övezik, bizonyosnak látszik, hogy a prokarioták voltak a Föld első élőlényei, kb. 3-4 milliárd évvel ezelőtt.
Az elkövetkezendő néhány milliárd évben nem következett be alapvető morfológiai változás ezen organizmusokban.
Az eukarióta élőlények kialakulása volt az evolúció következő nagyobb állomása. Ezek az eukariota sejtek őseinek és baktériumok endoszimbiózisából jöttek létre.
A baktérium és gazdasejtje koevolúciós kapcsolatba került, s a baktérium mitokondriummá vagy hidrogenoszómává alakult.
Egy másik esetben hasonló folyamat játszódott le bizonyos cianobaktériumhoz hasonló szervezetekkel, melyek algák és növények színtestjeivé fejlődtek.
Több milliárd évig az egysejtű eukarioták, prokarioták és archeák alkották a Föld élővilágát. Nagyjából egymilliárd évvel ezelőtt az ediakarium időszakban az óceánokban jelentek meg az első többsejtű élőlények.
A többsejtű szervezetek kialakulása többször, egymástól függetlenül zajlott le.
Az első többsejtű élőlények megjelenésével az élővilág diverzifikálódása nagymértékben felgyorsult. E kambriumi robbanásnak nevezett jelenség egy kb. 10 millió éves időintervallumban zajlott, amely mintegy 530 millió évvel ezelőtt kezdődött meg. A modern állatok legtöbb törzse ebben az időszakban jelent meg, ezen kívül számos olyan fejlődési vonal is, mely mára már eltűnt.
Több elmélet is létezik a kambriumi robbanás magyarázatára, ezek közül van, amely szerint a jelenségért a légkör fotoszintetizáló organizmusok hatására megnövekedett oxigéntartalma felelős.
Kb. 500 millió évvel ezelőtt növények és gombák népesítették be a szárazföldet, őket hamarosan követték az ízeltlábúak és más állatok is.
A kétéltűek először kb. 300 millió évvel ezelőtt jelentek meg, őket követték a korai magzatburkosok. Az emlősök kb. 200 millió évvel ezelőtt, a madarak kb. 100 millió évvel ezelőtt jelentek meg, mindkét fejlődési vonal a hüllőktől ágazik le. Mindazonáltal ezen nagy testű állatok megjelenése után is az evolúciós folyamat kezdetén létrejött kisebb szervezetekhez hasonló prokarióta élőlények adják a Föld biomasszájának nagy részét, a Föld legtöbb faja is közülük kerül ki.

## Az evolúció sebessége

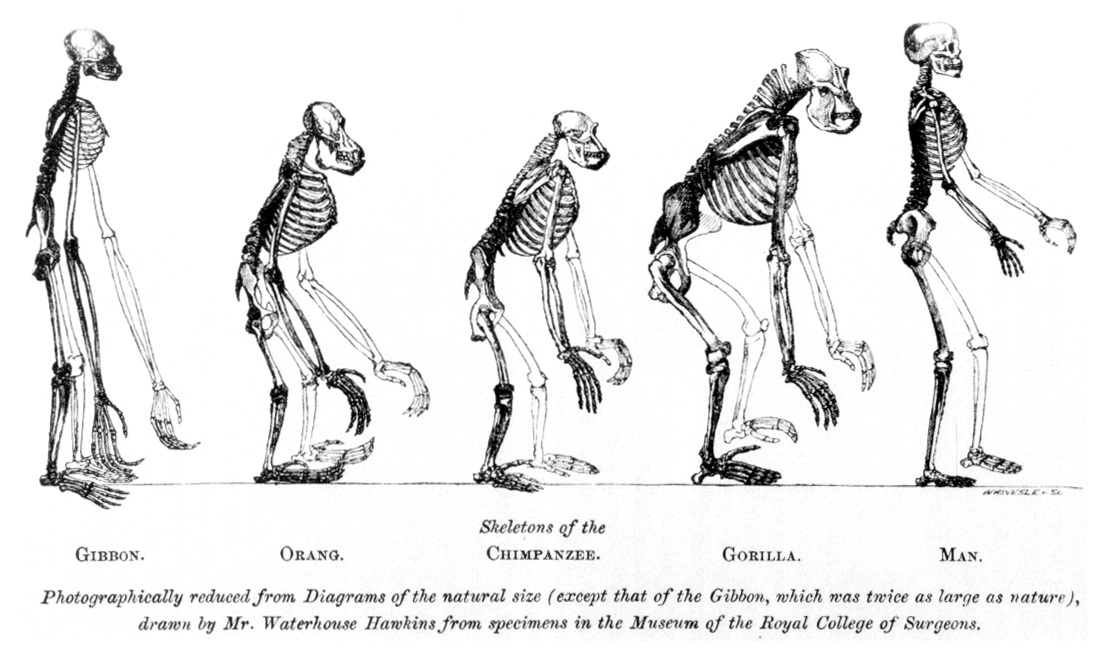
Emberszabásúak csontvázai

Az evolúciós változások a generációk között tapasztalhatók. Hogy emberi mértékkel ez milyen gyors, az a generációváltás idejétől függ. Szélsőséges esetek: primitív egysejtűek produkálhatnak két generációt is óránként. Így egy-két nap alatt észrevehető evolúciós változás történhet; például rezisztencia kialakulása egy antibiotikummal szemben. A másik véglet: a szálkásfenyő egyedei több ezer éves kort érhetnek meg. A belőle álló erdő megújulási ideje is ilyen nagyságrendű. Evolúciós változást tehát csak igen lassan tud mutatni.
Minél gyorsabb egy faj evolúciója, annál gyorsabb környezeti változásokhoz képes alkalmazkodni. Ez akkor előny, ha a környezeti tényezők is gyorsan változnak. Úgy tűnik, hogy a gyorsabb evolúció képessége maga is egy előnyös tulajdonság. A test mérete és bonyolultsága azonban fordított arányban áll az elérhető generációváltási gyakorisággal, és számos más szelekciós szempontból is számításba kerül előnyként vagy hátrányként. Az evolúció sebességének másik összetevőjéért vissza kell térnünk molekuláris szintre.
A genetikai kód másolásakor sokkal több változás keletkezik, mint amennyi az új sejtek allélkészletébe kerül. A különbség oka, hogy egy molekuláris javítási mechanizmus jó részüket visszafordítja. Az érvényre jutó mutációk a javítórendszer hibaszázalékát képviselik, ami maga is egy tulajdonság, és az evolúció részeként beáll a fajra jellemző optimális értékre. Ha ugyanis a kelleténél több a mutáció, akkor amiatt, hogy a mutációk túlnyomó része káros, sok egyed pusztul el, gyengül a populáció. Az optimálisnál kevesebb mutáció esetén viszont nem jön létre elegendő új véletlen változat, amelyek között lehet a változó környezetben rátermettebb is. Ennek hiányában a populáció nem tud megfelelő sebességgel alkalmazkodni a változásokhoz, és kipusztul. A földi élet fejlődéstörténetében sok példa ismeretes, hogy állandósult körülményekhez alkalmazkodott élőlények nagy számban pusztultak ki valamely hirtelen bekövetkezett környezeti változás hatására. A legismertebb talán a dinoszauruszok eltűnése.

## Az evolúciós gondolat története

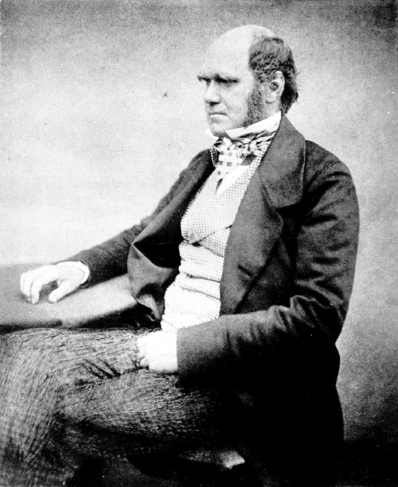
Charles Darwin 51 éves korában, a A fajok eredete első megjelenése után.

Olyan evolúciós elképzelések, mint a közös ős, vagy a fajok átalakulása legalább az i. e. 6. századtól léteztek. Ezen gondolatokat Anaximandrosz, görög filozófus képviselte. Ezen eszméket többek között a görög filozófus, Empedoklész, a római filozófus, Lucretius az arab biológus, Al-Jahiz és a perzsa filozófus, Ikhwan al-Safa fejlesztette tovább. A távol-keleti filozófus, Csuang-ce értekezik a fajok olyan transzformatív erejéről, mely képessé teszi őket a környezethez való alkalmazkodásra.
A 18. században a biológiai tudás gyarapodásával több hasonló elmélet látott napvilágot. Ezen elméletek kidolgozói közé tartozott Pierre Maupertuis, Erasmus Darwin és Jean-Baptiste Lamarck.
1858-ban Charles Darwin és Alfred Russel Wallace közösen mutatták be az evolúció természetes szelekción alapuló elméletét a londoni Linné Társaságnak két különálló dolgozattal (On the Tendency of Species to form Varieties; and on the Perpetuation of Varieties and Species by Natural Means of Selection).
Nem sokkal később Darwin publikálta A fajok eredete című könyvét, mely részletesebb alátámasztását adta az elméletnek, mely ezután egyre szélesebb körben vált elfogadottá.

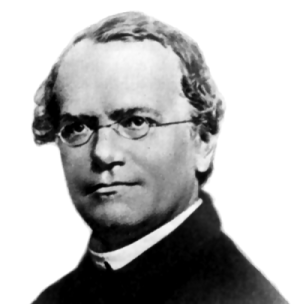
Gregor Mendel, a genetika tudományának megalapozója.

Mindazonáltal Darwin egyes gondolatai, mint a gradualizmus és a természetes szelekció erős viták tárgyát képezték. A lamarck-i öröklődés elméletének képviselői amellett érveltek, hogy a fajok transzmutációjának alapja az élőlények életük során szerzett adaptációjuk továbbadása.
Mikor ezen érveket kísérleti eredmények nem igazolták, az evolúció darwini elmélete vált elfogadottá.
Darwin nem tudott számot adni a folyamatokról, melyek a jellegek öröklődéséért felelősek. 1865-ben Gregor Mendel öröklődő tulajdonságok bejósolható mintázataiból felállított egy modellt, mely azonban nem keltett nagy feltűnést, munkásságát 1900-ban fedezték fel újra.
Az evolúció sebességével kapcsolatos nézeteltérés az öröklődést kutatók és biometrikával foglalkozó kutatók között kétségessé tette az evolúció darwini és mendeli modelljének összeegyeztethetőségét.
Az ellentmondásokat először az 1930-as évek biológiai eredmények (például Ronald Fisher munkássága) kezdték feloldani. Ennek eredményeként jött létre a modern evolúciós szintézis, mely a mendeli öröklődés és az evolúció természetes szelekcióra épülő elméletének kombinációja.
Az öröklődés anyagi alapjainak kérdését a DNS mint örökítőanyag azonosítása (Oswald Avery és munkatársai, 1940), majd a DNS struktúrájának leírása (James D. Watson és Francis Crick, 1953) válaszolta meg. Azóta a genetika és a molekuláris biológia az evolúcióbiológia alapvető részeivé váltak, s forradalmasították a filogenetika területét.
Az evolúcióbiológiának korai történetében elsősorban taxonómia-orientált tudományterületek képviselői foglalkoztak. Ahogy azonban a terület szélesedett - főként a modern szintézis megszületésével - az élettudományokkal foglalkozók egyre szélesebb körét érte el.
Napjainkban evolúcióbiológiával igen változatos területek kutatói foglalkoznak, ezek többek között biokémia, ökológia, genetika, fiziológia. Az evolúciós elvek még olyan távolabbi tudományterületeken is alkalmazásra kerülnek, mint a pszichológia, orvostudomány és számítástechnika.

## Vallási és társadalmi viták

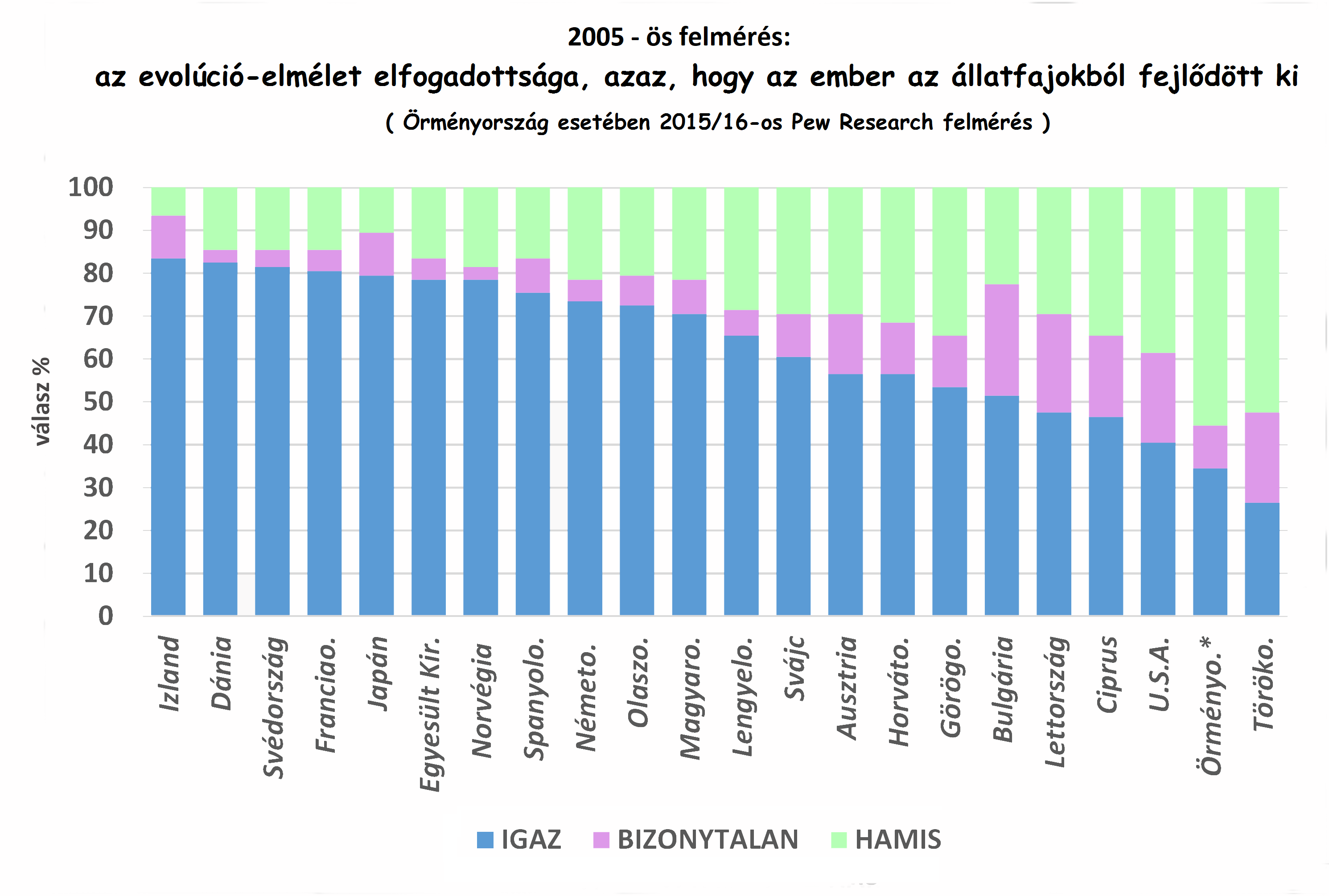
Felmérés az evolúció-elmélet társadalmi elfogadottságáról országonként

Charles Darwin majomként ábrázolva

Az élővilág természetes úton való kialakulására az evolúciós elmélet előtt nem volt magyarázat, csak vallásos eredetmítoszok és más, természetfeletti beavatkozást feltételező elképzelések; az élőlények felépítésének látszólagos tervszerűségét sokan Isten egyik bizonyítékának tartották. A korabeli ateisták és egyházellenesek így megszületése után hamar zászlajukra tűzték az evolúció elméletét, így az heves társadalmi és vallási viták középpontjába került, és a köztudatban a liberális, „haladó” világnézettel, az antidarwinizmus pedig a konzervativizmussal kapcsolódott össze. Sokakat felháborított az ember majomtól való származtatása is, ami ellentmondott a lélekről és az ember természet fölé rendeltségéről szóló vallási tanításoknak.
Ezek a viták sokáig a tudományos vitákkal párhuzamosan zajlottak, de a 20. század elején, a neodarwinista szintézis után az evolúciós elmélet tudományosan helytálló volta egyre inkább megkérdőjelezhetetlenné vált, és egyre inkább utat talált az oktatásba is. Az 1920-as évekbeli Amerikában egyre jobban megerősödő keresztény fundamentalista mozgalmak ezt a keresztény világnézet elleni támadásnak tekintették, és az evolúció oktatását megtiltó törvényekkel válaszoltak. Az evolúció „tiltott tan” maradt az 1950-es évek végéig, amikor is a Szputnyik fellövése sokkolta az amerikai közvéleményt: sokan úgy érezték, hogy Oroszország jobb oktatási rendszere révén előnyre tett szert a tudományos kutatásokban. A kormány által válaszul bevezetett oktatási reform nagyobb hangsúlyt helyezett a természettudományokra, és ennek részeként a biológiaoktatás középpontjába az evolúciót állították.
Erre válaszul jelent meg a kreacionista mozgalom, amely a teremtést mint az evolúció tudományos alternatíváját (az ún. „tudományos kreacionizmust”) próbálta visszajuttatni az oktatásba, nagyrészt vallásos érvekre és áltudományos eszközökre támaszkodva. Amikor ezt a Legfelsőbb Bíróság egy vallásos nézet állami oktatáson keresztül történő burkolt népszerűsítésének és így alkotmányellenesnek ítélte, megkísérelték a kracionizmusnak egy a vallási elemektől mentes változatát létrehozni, ennek eredménye az intelligens tervezés, ami az élőlények kialakulását egy ismeretlen módon beavatkozó ismeretlen értelemnek tulajdonítja, és mára az evolúció-kreacionizmus vita fő frontvonala.
Ettől nagyrészt független viták övezték az evolúciós elmélet filozófiai, társadalmi és vallási alkalmazásait. Azonban az, hogy a biológiai evolúció a természetes szelekció folyamatainak eredménye, teljességgel elfogadott, versenytárs nélkül álló felfogás a tudományos irodalomban.

## Alkalmazási területek
Az evolúció talán legismertebb alkalmazási területe a mesterséges szelekció, mely adott egyedek bizonyos jellegek szerinti tudatos tenyésztésén keresztül valósul meg. Az emberiség több ezer éve alkalmazza ezt a módszert állatok és növények háziasítása során.
Újabban ezen módszer létfontosságú részét képzi a génsebészet területének, ahol a DNS manipulálása szelektálható markerek segítségével történik.
A számítástudomány is felhasználja az evolúciós folyamatok magas optimalizációs képességeit. Az evolúciós algoritmusokat alkalmazó szimulációkon és a mesterséges élet szimulációkon alapuló kutatások az 1960-as években kezdődtek Nils Aall Barricelli munkásságával, munkáját Alex Fraser fejlesztette tovább.
Az 1960-as és 70-es években Ingo Rechenberg evolúciós stratégiákat alkalmazott komplex mérnöki problémák megoldására. Munkássága nyomán a mesterséges evolúciós eljárások nagy hatásfokú optimalizáló eszközökké fejlődtek.
A genetikus algoritmusok John Holland írásain keresztül váltak ismertté.
Egyes szerteágazó problémák megoldásait ma már nagyobb hatásfokkal oldják meg evolúciós algoritmusok, mint emberkészítette számítógépes programok segítségével.

## Lásd még
- devolúció
- A vak órásmester

## További ajánlott irodalom
- Vida Gábor (szerk.): Evolúció I-IV Natura, 1981-84.
- Ernst Mayr: Mi az evolúció?
- Charles Darwin: A fajok eredete, Typotex Kiadó, 2009.
- Steve Jones: Darwin szelleme, Typotex Kiadó, 2003.
- Daniel Dennett: Darwin veszélyes ideája, Typotex Kiadó, 2008.
- Dawkins, Richard. Az Ős meséje: Zarándoklat az élet hajnalához. Partvonal K. (2006). ISBN 978-963-9644-08-3
- Dawkins, R. Az önző gén (1976, magyar kiadás: 1986, ISBN 963-281-645-5; második bővített magyar kiadás: 2005, ISBN 963-09-4610-6)
- Dawkins, R. A hódító gén (1989, ISBN 963-282-235-8)
- Dawkins, R. A vak órásmester, Budapest : Akadémiai Kiadó, 1994, ISBN 963-05-6706-7
- https://web.archive.org/web/20090812095430/http://www.ujgalaxis.hu/ebooktar/edenkert/nterr600.htm Dawkins, Richard. Folyam az Édenkertből. Kulturtrade K. (1995). ISBN 963-7826-65-3

- Dawkins, R. A Valószínűtlenség Hegyének meghódítása, Műszaki Könyvkiadó, 2001, ISBN 963-16-2726-8
- Dawkins, Richard. Szivárványbontás. Vince K. (2001). ISBN 963-9323-31-4

- Dawkins, Richard. Az ördög káplánja. Vince K. (2005). ISBN 963-9552-48-8

- Dawkins, Richard. A legnagyobb mutatvány: Az evolúció bizonyítékai. Nyitott Könyvműhely K. (2009). ISBN 978-963-9725-81-2

- Csányi Vilmos - Miklósi Ádám (szerk.): Fékevesztett evolúció - Megszaladási jelenségek az emberi evolúcióban. Typotex Kiadó, 2010 ISBN 978-963-279-287-3
- Csányi Vilmos - Kampis György - Mérő László - Pléh Csaba: Mindörökké evolúció. Typotex Kiadó, 2010 ISBN 978-963-310-010-3